# 出島

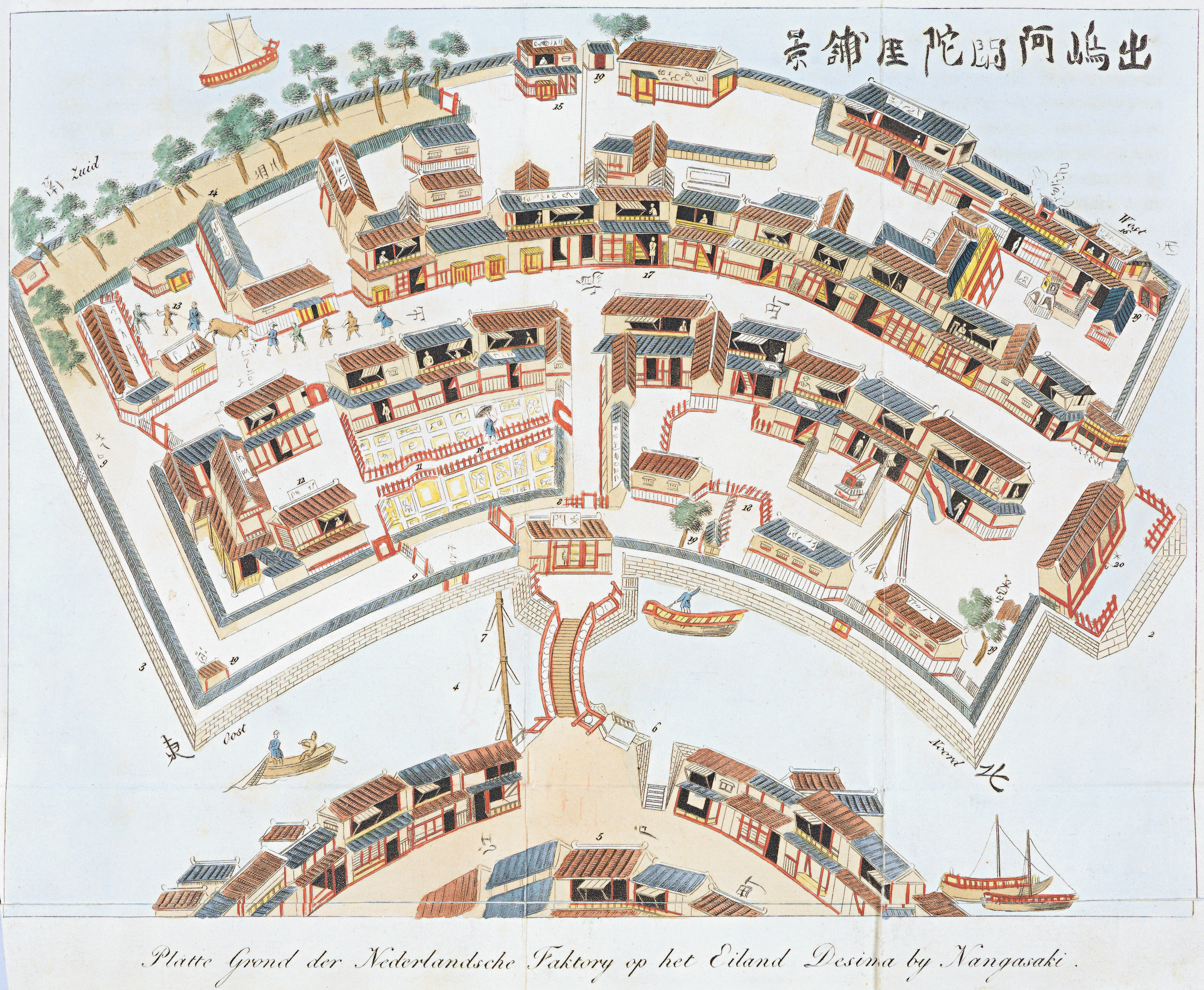
1824-25年ごろの出島

出島（でじま、英語: Dejima、オランダ語: Deshima）は、1634年江戸幕府が対外政策の一環として長崎に築造した日本初の本格的な人工島、扇型で面積は3,969坪（約1.5ヘクタール）。1636年から1639年までは対ポルトガル貿易、1641年から1859年まではオランダ東インド会社（AVOC、アムステルダムに本部のあるVOC）を通して対オランダ貿易が行われた。
明治以降は長崎港港湾整備に伴う周辺の埋立等により陸続きとなり扇形の面影は失われたが、出島全体は1922年（大正11年）10月12日「出島和蘭商館跡」として国の史跡に指定され、1996年（平成8年）より江戸当時の姿への復元を目指す長崎市が出島復元整備事業計画（後述）を進めている。

## 歴史

### 建設前史
明は倭寇対策である1371年の海禁令のため銀不足に陥っていたが、日本では1526年に石見銀山が開山され産銀は増大していた。1543年、種子島に倭寇の頭領王直がポルトガル人とともに漂着。ポルトガルはこれを機に中国生糸と日本銀の交換取引の仲介（南蛮貿易）を始め、マカオにカピタン・モールを派遣しアジア貿易の拠点とした。
1528年にユトレヒト司教区がカトリックのスペイン・ハプスブルク軍に占領され、1531年にハプスブルク領ネーデルラントにアントウェルペン証券取引所が設立されたが、1566年にはフランドルの改革派の暴動から八十年戦争が始まった。1585年遂にスペインがアントウェルペンを陥落。改革派プロテスタントのオランダ商人らが追われ、欧州の経済拠点は1602年創設のアムステルダム証券取引所・オランダ東インド会社（VOC）に移動する。

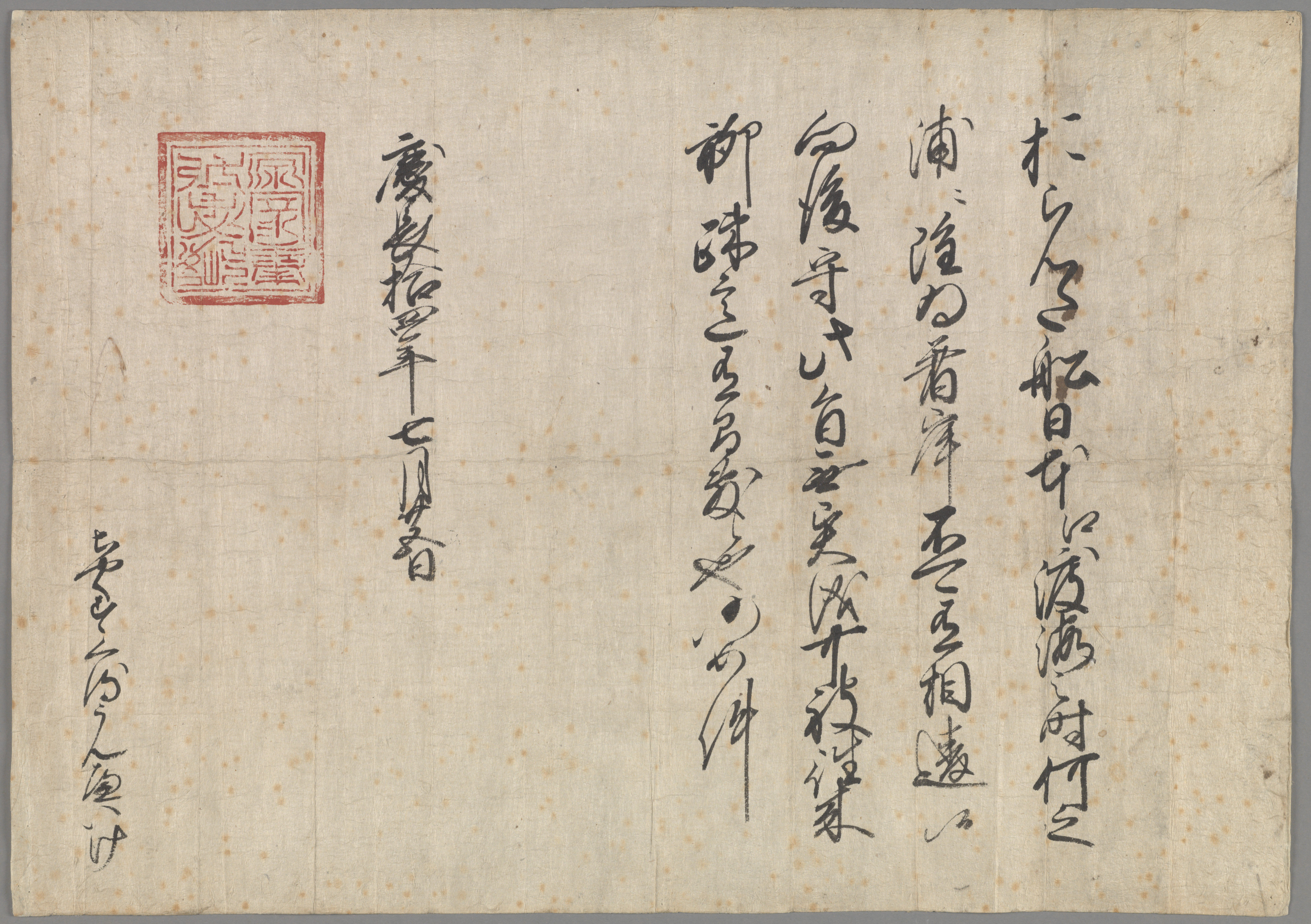
家康の朱印状（1609年）オランダ国立公文書館

VOCは1609年に朱印状を賜り、平戸藩領に平戸オランダ商館を設置した。江戸で布教しない条件で営業を認められた。一方、ポルトガル商人の関係者には朱印状偽造事件が発生し、幕府のカトリック信者やポルトガル商人に対する弾圧が始まった。

### 建設

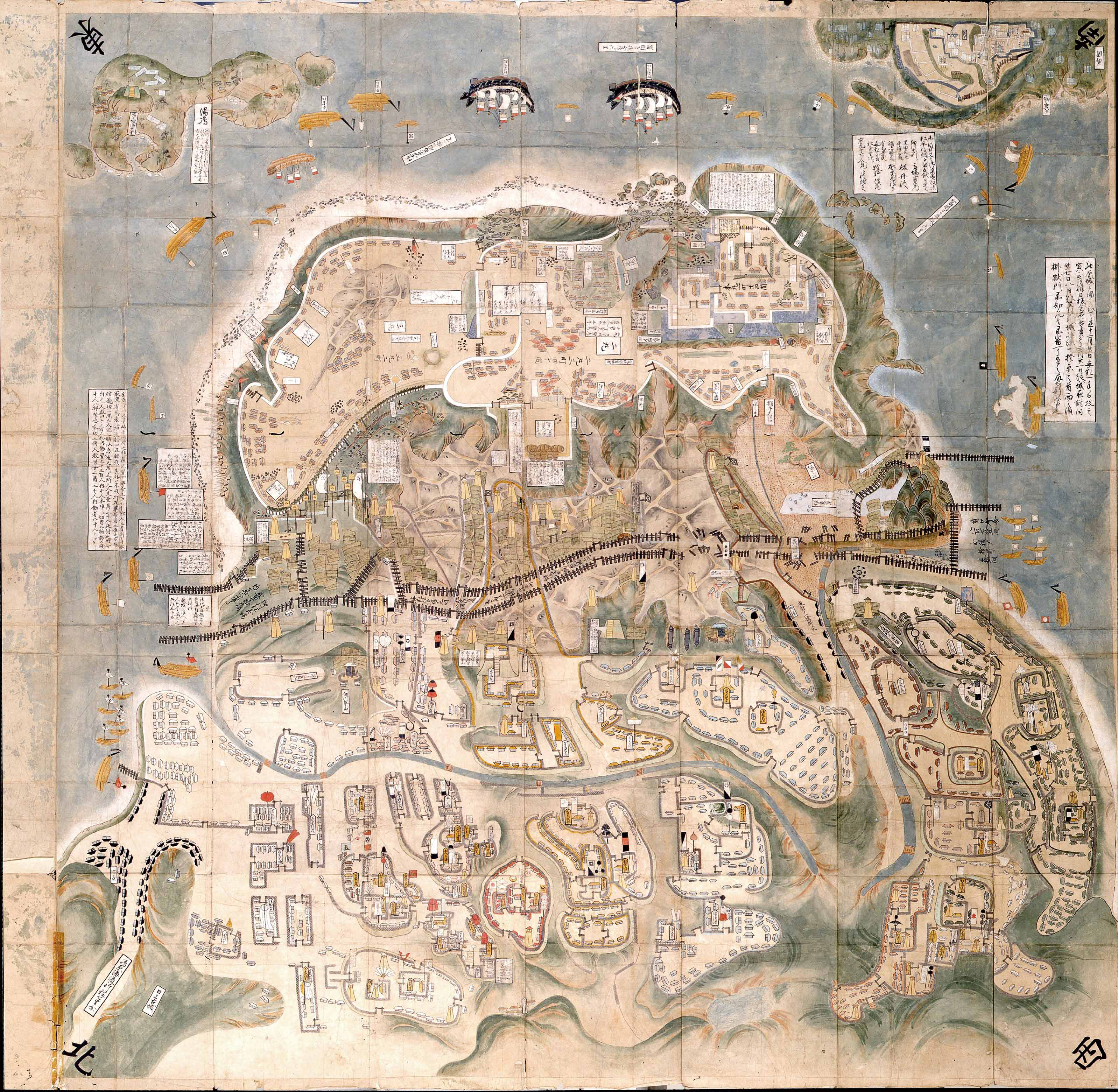
島原御陣図
上部の帆船はオランダ船

出島は幕府によって1634年（寛永11年）から1636年にかけてポルトガル人を管理する目的で建設された。築造費用は、門・橋・塀などは幕府が、それ以外は長崎町年寄や糸割符年寄などの出島町人が出資した。1637年12月に島原の乱が発生すると、幕府は長崎滞在中のポルトガル使節の参府を禁じて出島に監禁する一方、VOCには便宜供与した。乱の終結後の寛永16年（1639年）、松平信綱は、平戸藩がオランダとの独占的交易により強力な兵備を持っていることに気づき、寛永18年（1641年）にはポルトガル人を排除した出島に平戸オランダ商館を移転させ、以後開港地を出島に限定してゆくことになる。

### 鎖国

ケンペルの江戸参府 綱吉の蘭人御覧

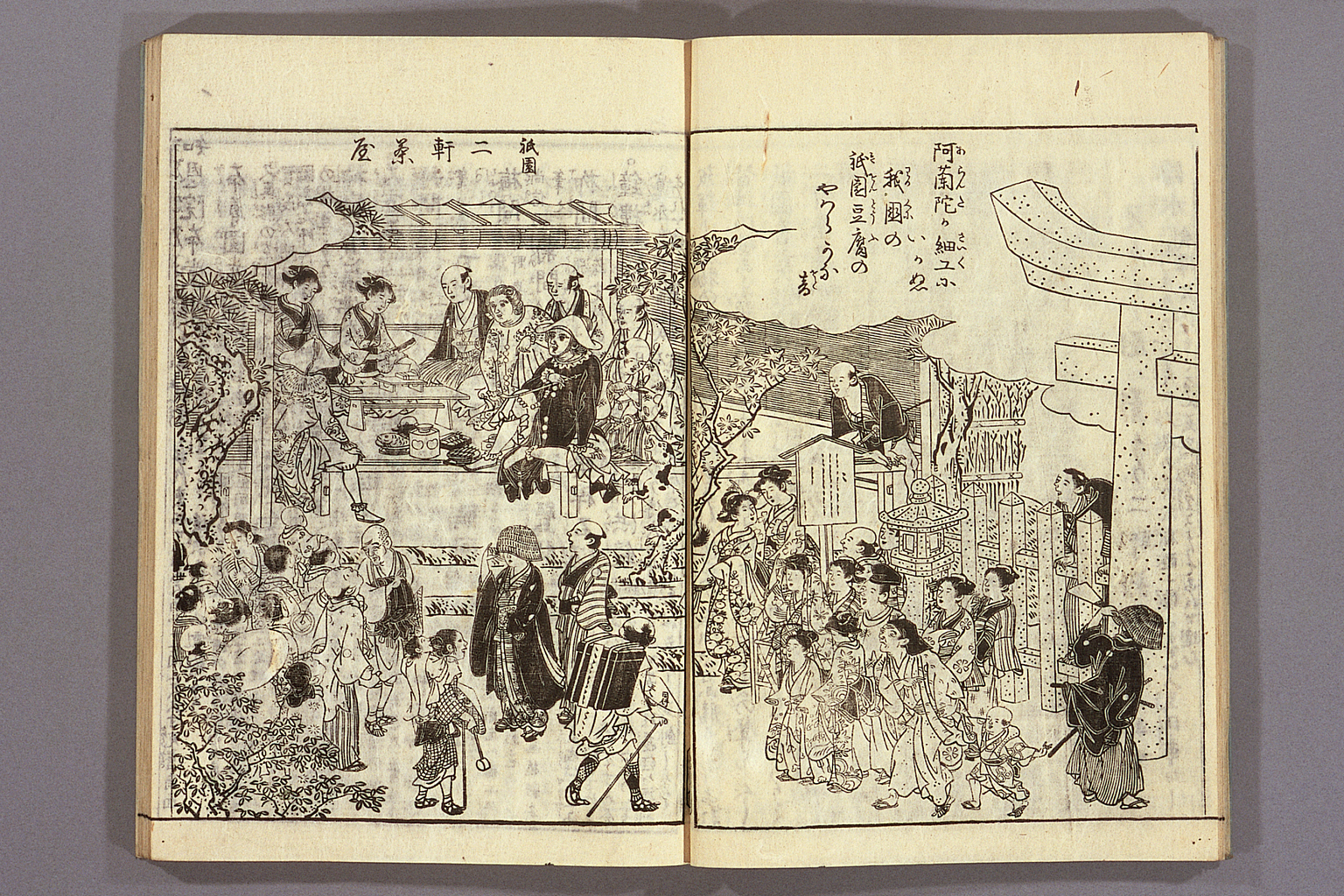
江戸参府途上祇園でのオランダ人

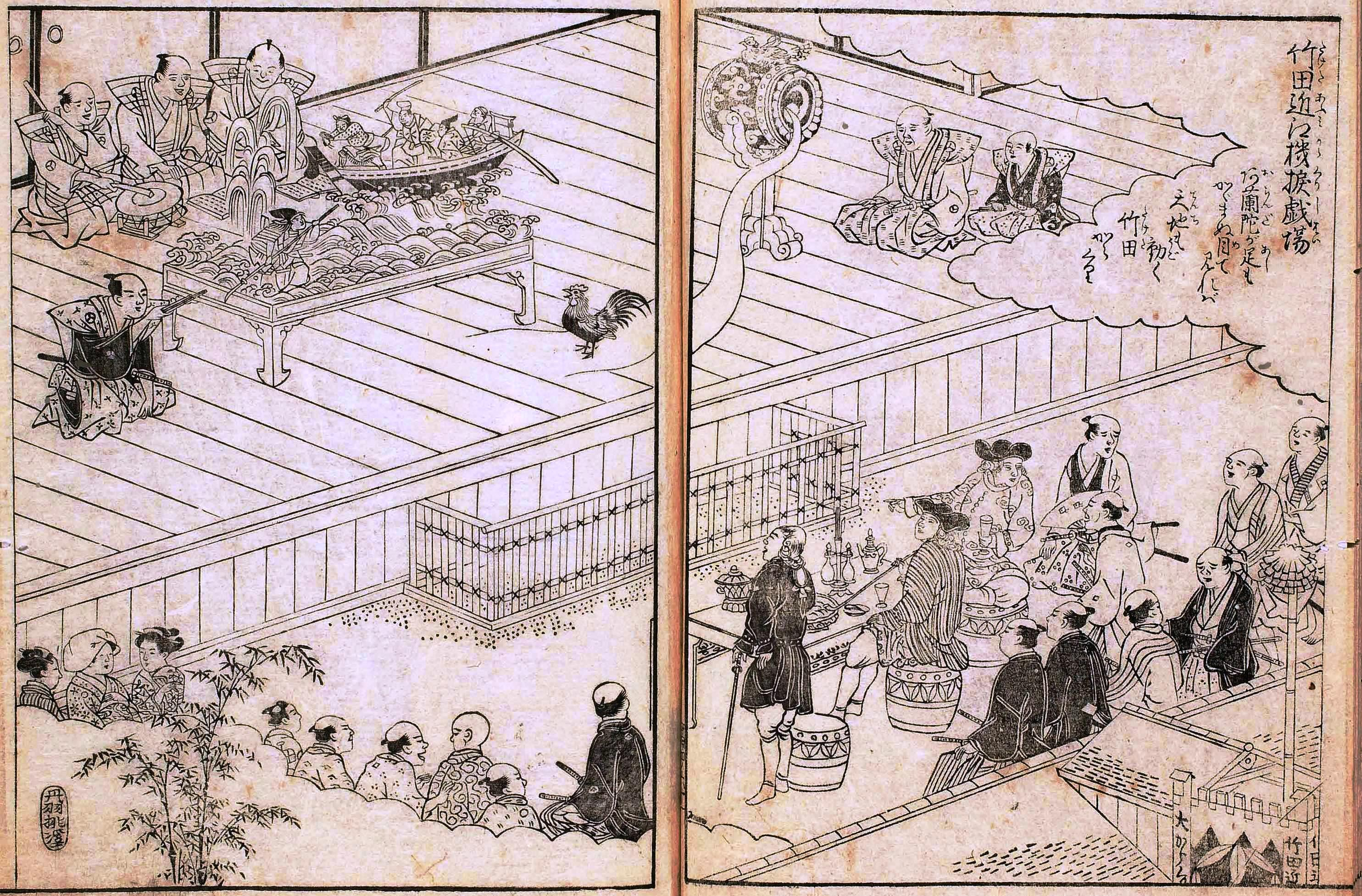
道頓堀で諌鼓鶏『船弁慶』見物をするオランダ人

1638年の春、島原の乱を鎮圧した幕府は禁教徹底を目的に、カトリックのポルトガルとの関係を断絶しようとしたが、当時の日本に必要不可欠な中国産生糸などをマカオから齎すのはポルトガルで、VOCでは懸念が残り、同年はマカオから派遣されたカピタン・モールの将軍への謁見を拒否するにとどまった。1639年、平戸のオランダ商館長フランソワ・カロンが江戸に参府し、ポルトガルとの関係断絶を幕閣に訴えた。幕閣はカロンに諮問し懸念事項を払拭して、ポルトガルと断絶した。同年、幕府は長崎奉行や九州地方の大名に「第5次鎖国令」を発布し、ポルトガル人を出島から退去させた。翌1640年、幕府は貿易再開を求めるポルトガル使節団の内61名を処刑し改めて貿易再開しない意思を示した。無人状態の出島には貿易利潤も土地使用料も発生せず、困窮した出島町人の訴えを踏まえ、1640年、建物の破風に西暦年号が記されているのを口実に平戸オランダ商館破却を幕府は命じた。商館長カロンはこれを了承し、1641年、出島に移転。以降約200年間、武装と宗教活動を規制されたVOC社員等が出島で幕府の監視下に置かれた。

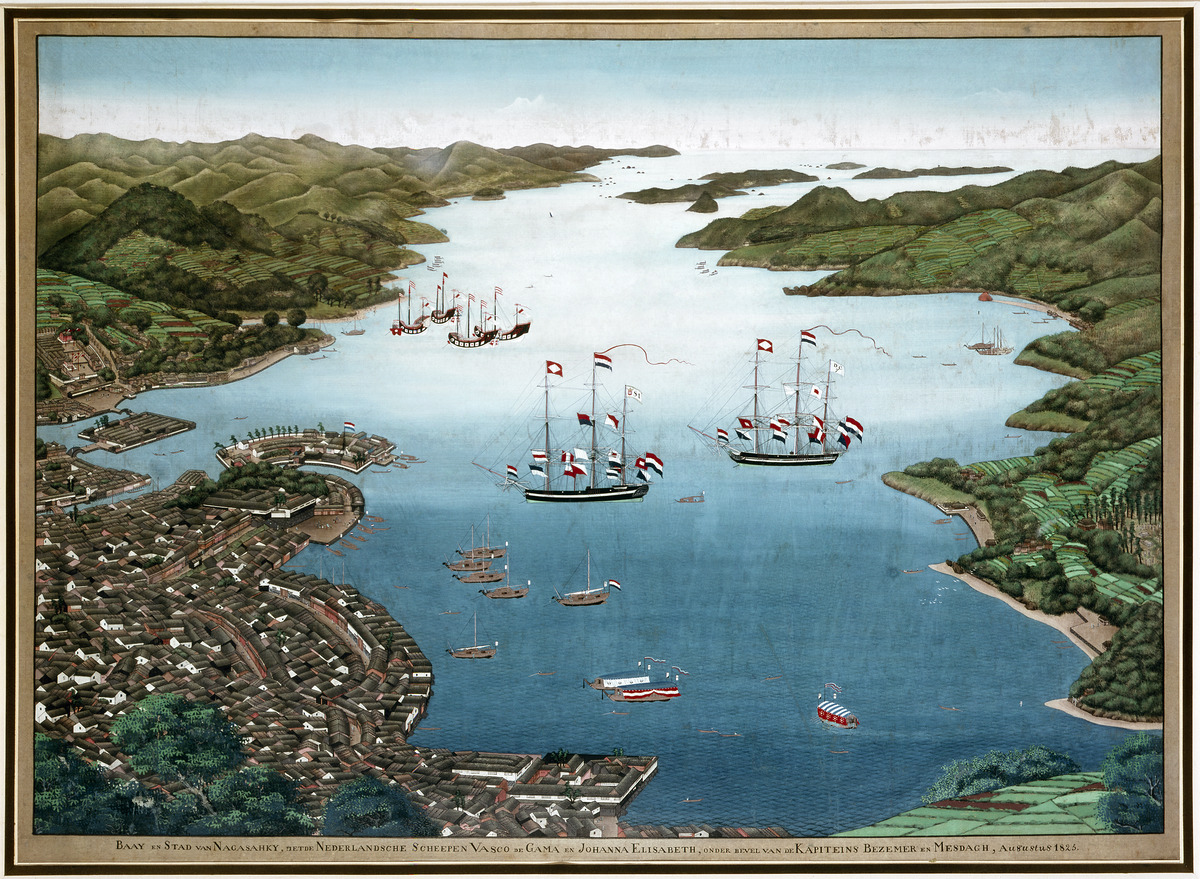
アントウェルペンのJohanna Elisabeth号・ヘントのVasco da Gama号

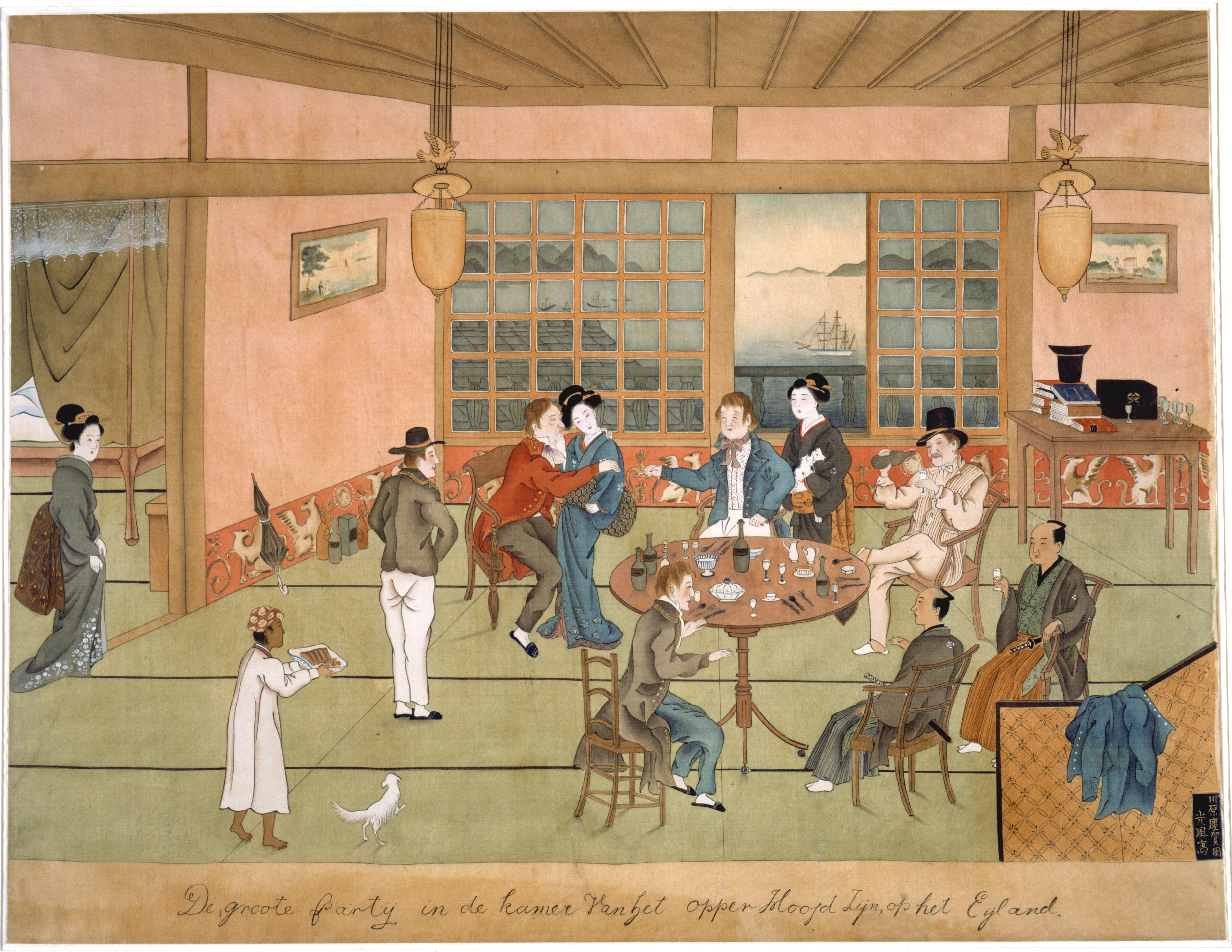
オランダ国王誕生日奉祝の宴（川原慶賀、1825年）

通常は毎年2隻のVOC船が季節風を利用してバタヴィアを出港した。バンカ海峡、台湾海峡などを経て女島諸島・野母崎をめざし長崎に例年7 - 8月ごろ入港、約4ヶ月の停泊中はオランダ人を中心に欧州人、マレー人が上陸したが、それ以外の期間は商館長（カピタン）、次席商館長（ヘトル）、倉庫長、書記役（1人-3人）、商館医、商館長の補助員数人、調理師、大工、召使（マレー人）など15人前後が常駐した。歴代のカピタンは、定期船出港後翌年夏までの閑期に貿易業務を終え江戸に上り、対日貿易の継続・発展を願い将軍に謁見・御礼言上し贈り物を献上した（カピタン江戸参府）。年次行事になったのは1633年（寛永10年）からで、長崎に移転後も継続された。1790年（寛政2年）以降は4年に1度と改められたが、1850年（嘉永3年）までに166回参府した。江戸の長崎屋源右衛門、京の海老屋などは「阿蘭陀宿」として使節の宿泊にあてられた。

### 町並
ポルトガル人の出島借地料は年銀80貫だったが、初代出島商館長マクシミリアン・ル・メールの交渉で銀55貫（現在の日本円で約1億円）に引き下げられた。ル・メールは1641年6月10日『平戸オランダ商館日記』に、出島への移転覚書として、倉庫が小さいが住居7棟、倉庫8棟を商館として取り仕切ることができる、と先ず記した。出島の建物はすべて木造建築だった。

### 管理

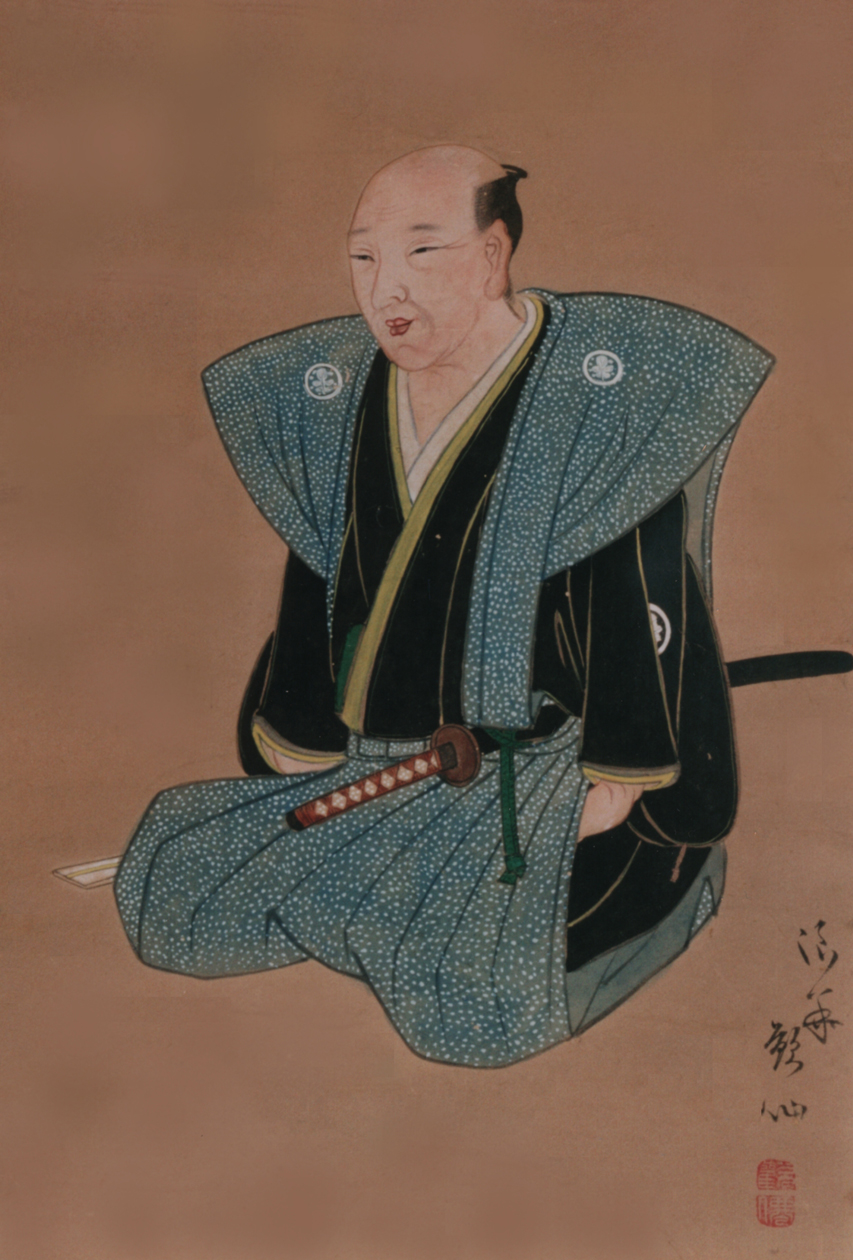
ケンペルの通詞今村源右衛門

長崎奉行の管理下、出島の責任者「出島乙名（おとな）」は貿易についての監督や出島内で働いている日本人の監督指導、出島に出入するための門鑑（通行許可書）発行などを行った。「オランダ通詞」はオランダ語通訳の役人で、大通詞、小通詞、稽古通詞などの階級に分かれていた。大通詞は大体4名交代で年番通詞を勤め、江戸参府に同行し、風説書や積み荷の送り書きの翻訳をした。そのほかに日行使（にちぎょうし）、筆者、小使、火用心番、探番（門番）、買物使、料理人、給仕、船番、番人、庭番など100人以上の日本人が働いていたとされる。
エンゲルベルト・ケンペルが「国立の監獄」と表現したように、原則として日本人の公用以外の出入りは禁止、オランダ人も例外を除いて狭い出島に押し込められたが、医師・学者としての信頼が厚かったシーボルトなどは外出を許されていた。
出島表門には制札場があって「定」と「禁制」の2つの高札がたてられていた。「定」とは、日本人・オランダ人で悪事を企む者（抜荷（ぬけに）・密貿易等）があったらすぐ告訴せよ、さすれば賞金を与えるという趣旨の高札で、「禁制」には次のように書かれていた。
禁制　　出嶋町
- 一、傾城之外女入事
- 一、高野ひじり之外出家山伏入事
- 一、諸勧進之者並ニ乞食入事
- 一、出島廻リ傍示木杭之内船乗リ廻ル事　附橋之下船乗通事
- 一、断ナクシテ阿蘭陀人出島ヨリ外江出ル事

右ノ条々堅可相守モノ也
卯　十月
つまり遊女以外の女、高野聖のほかの山伏や僧侶、勧進や乞食の出入り、出島の外周に打ってある棒杭の中、橋の下への船の乗り入れ、そしてオランダ人の無許可出島外出が禁じられていた。

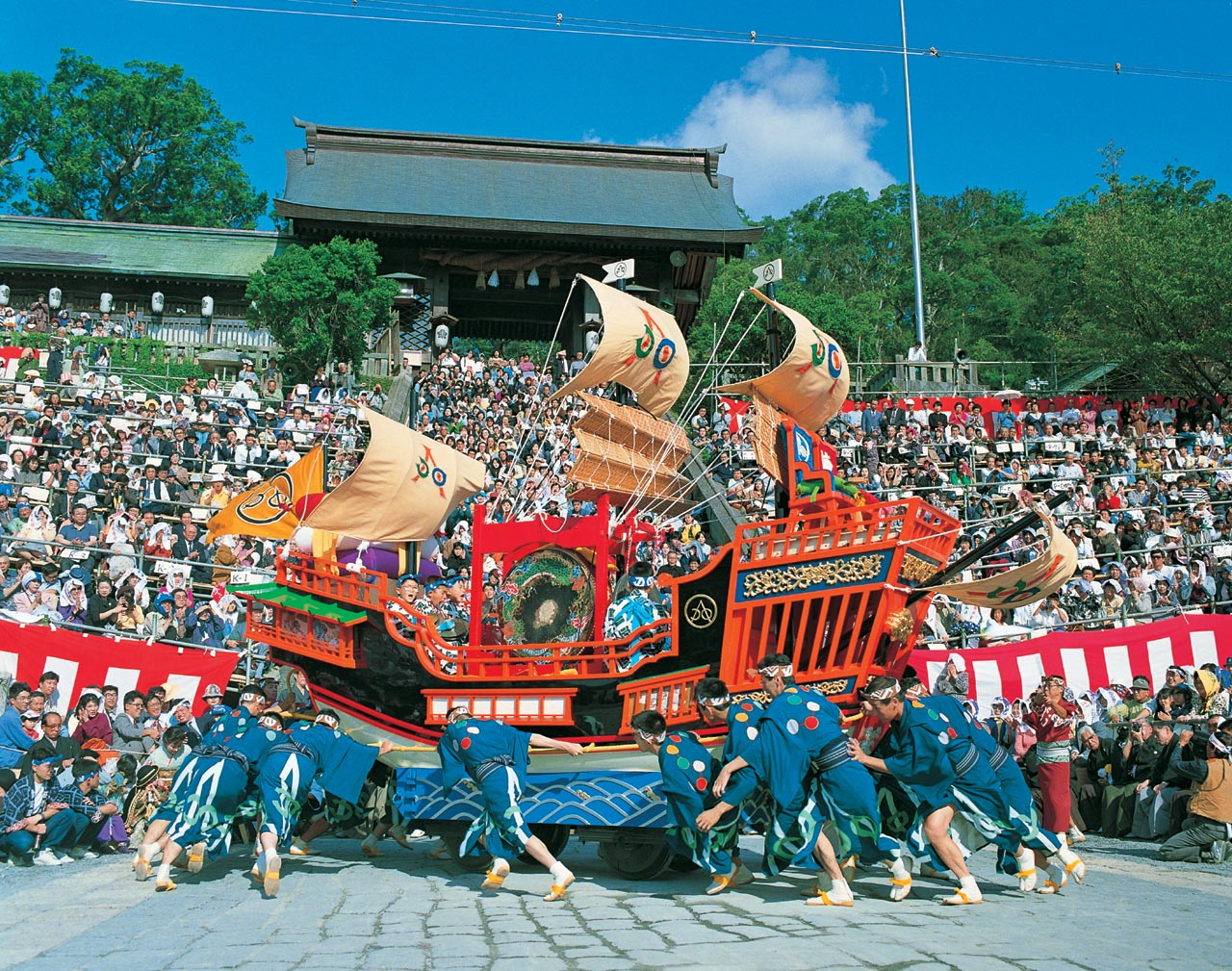
長崎くんち VOC帆船を模した山車

1651年に長崎諏訪神社が勧請造営され、祭礼長崎くんちも始められると、中国人と共にオランダ人も桟敷席での観覧が許された。
1797年（寛政9年）、フランス革命戦争でネーデルラント連邦共和国がフランス共和国に占領されてしまったため、数隻のアメリカ船がオランダ国旗を掲げて出島での貿易を行う。1809年（文化6年）までに13回の来航が記録されている。
1798年4月3日（寛政10年3月6日）、火災でカピタン部屋他西側半分を焼失し、他の建物は間もなく復旧したがカピタン部屋は商館の費用で建てることになっていたため財政難で10年ほど再建されず、時の商館長ヘンドリック・ドゥーフにより1809年1月竣工した。
1804年（文化元年）9月、ニコライ・レザノフがロシア帝国との国交樹立・通商を求めて来日したが、半年間出島に留め置かれ、翌年長崎奉行所で通商拒絶を通告され釈放された。
文化5年8月（1808年10月）、イギリス軍艦が侵入し武装ボートで出島商館員2名を拉致し鑑に連行した。その後食料や飲料水と引き換えに人質は釈放された（フェートン号事件）。
1810年、ホラント王国が結局フランス帝国に併合され、翌1811年バタヴィアはイギリスの占領下に置かれ、1810年から3年間、出島には1隻のオランダ船も入港しなかったので、食料など必需品は幕命で長崎会所が毎月支給、長崎奉行は毎週2、3回、人を遣わして不足品の有無を問い合わせていた。その他の支払いは長崎会所が立て替えたが、文化9年（1812年）、その総額が8万200両を超えた。ドゥーフは蔵書を売るなどして財政難を凌いだ。

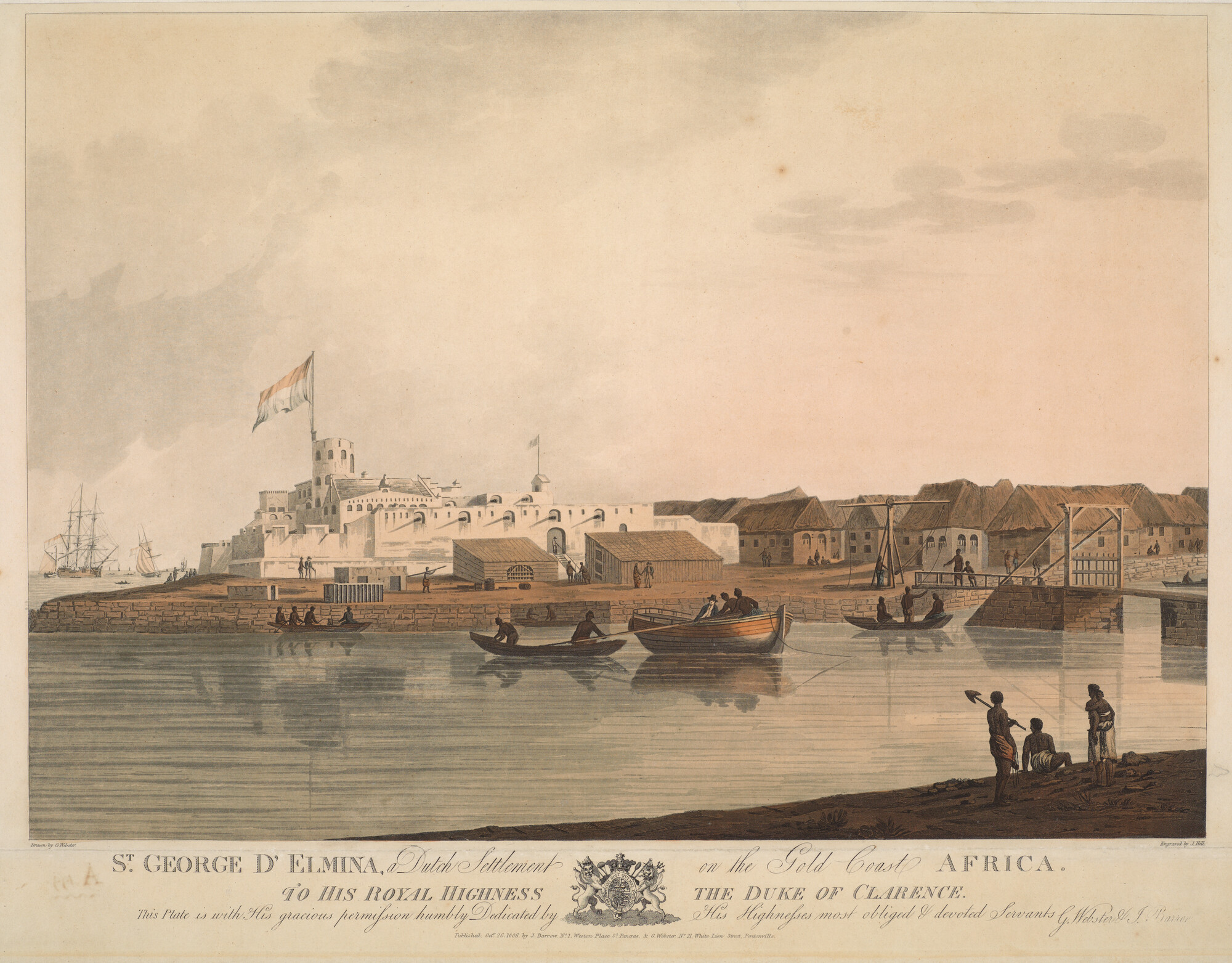
エルミナ城

その後、1815年にはネーデルラント連合王国が成立。1810年からの5年間、オランダ国旗掲揚を継続したのは出島と蘭領ギニア海岸首都エルミナ城だけだった 。

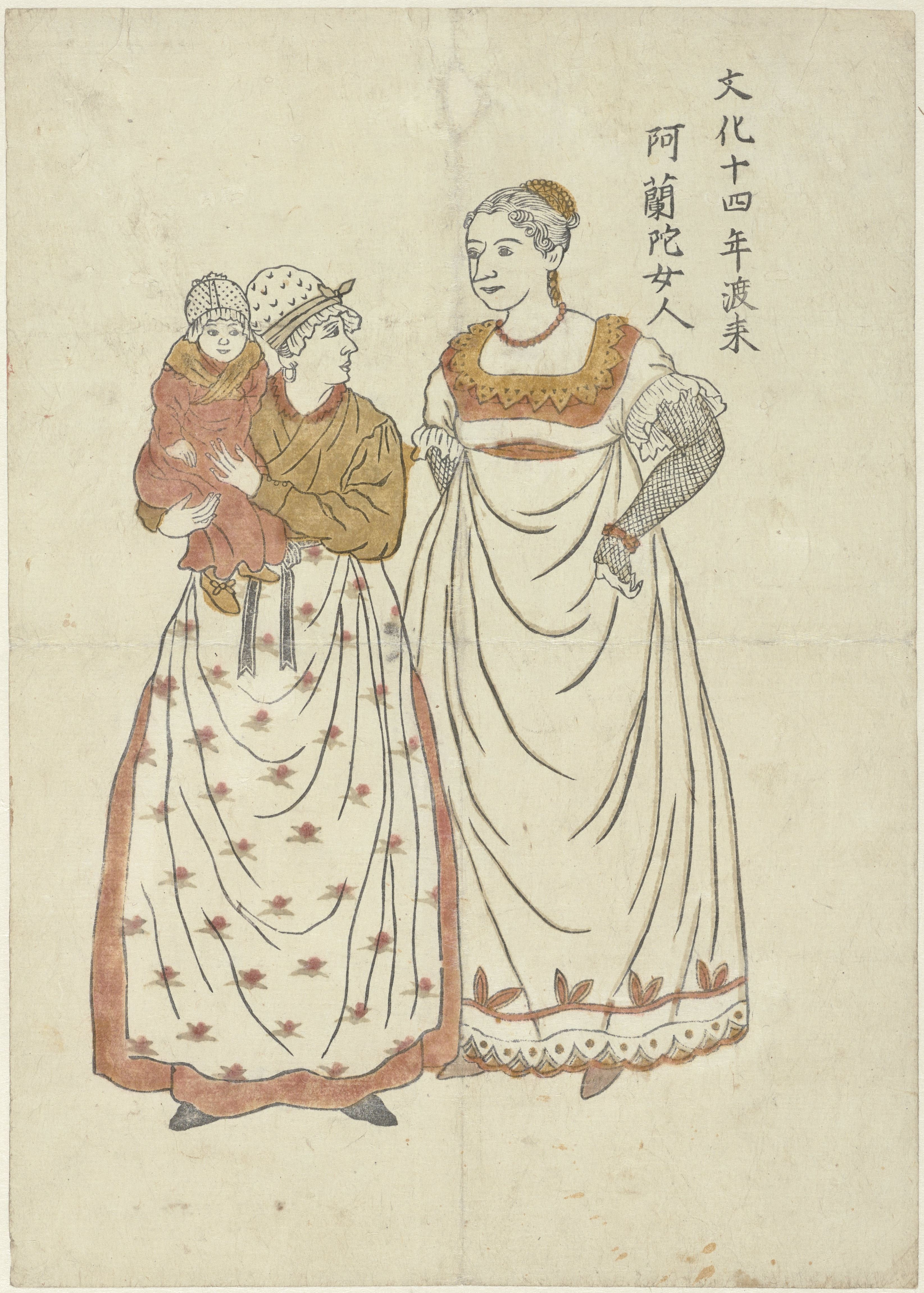
1817年

1817年7月、ヤン・コック・ブロンホフが妻子や乳母を伴い商館長として着任した。幕府は女性を出島に入れる事を拒んだが、町の絵師達はこぞって彼女たちを題材に絵を描き、人形を制作するなどした。家族は16週間の出島滞在の後、同年12月ドゥーフと共にオランダに帰国した。
文政11年（1828年）9月、シーボルトの帰国直前、所持品に国外持出し禁止の大日本沿海輿地全図などが見つかり、それを贈った幕府天文方・書物奉行の高橋景保ほか十数名が処分され、景保は獄死した。シーボルトは文政12年（1829年）に国外追放の上、再渡航禁止の処分を受けた（シーボルト事件）。

### 開国

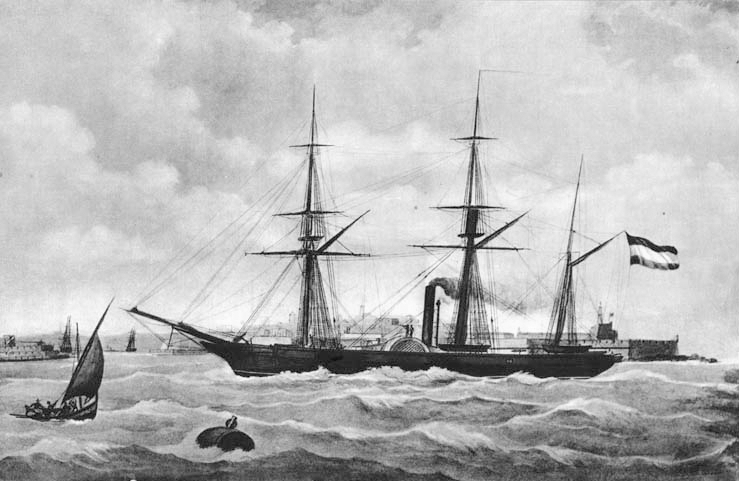
観光丸 1855年

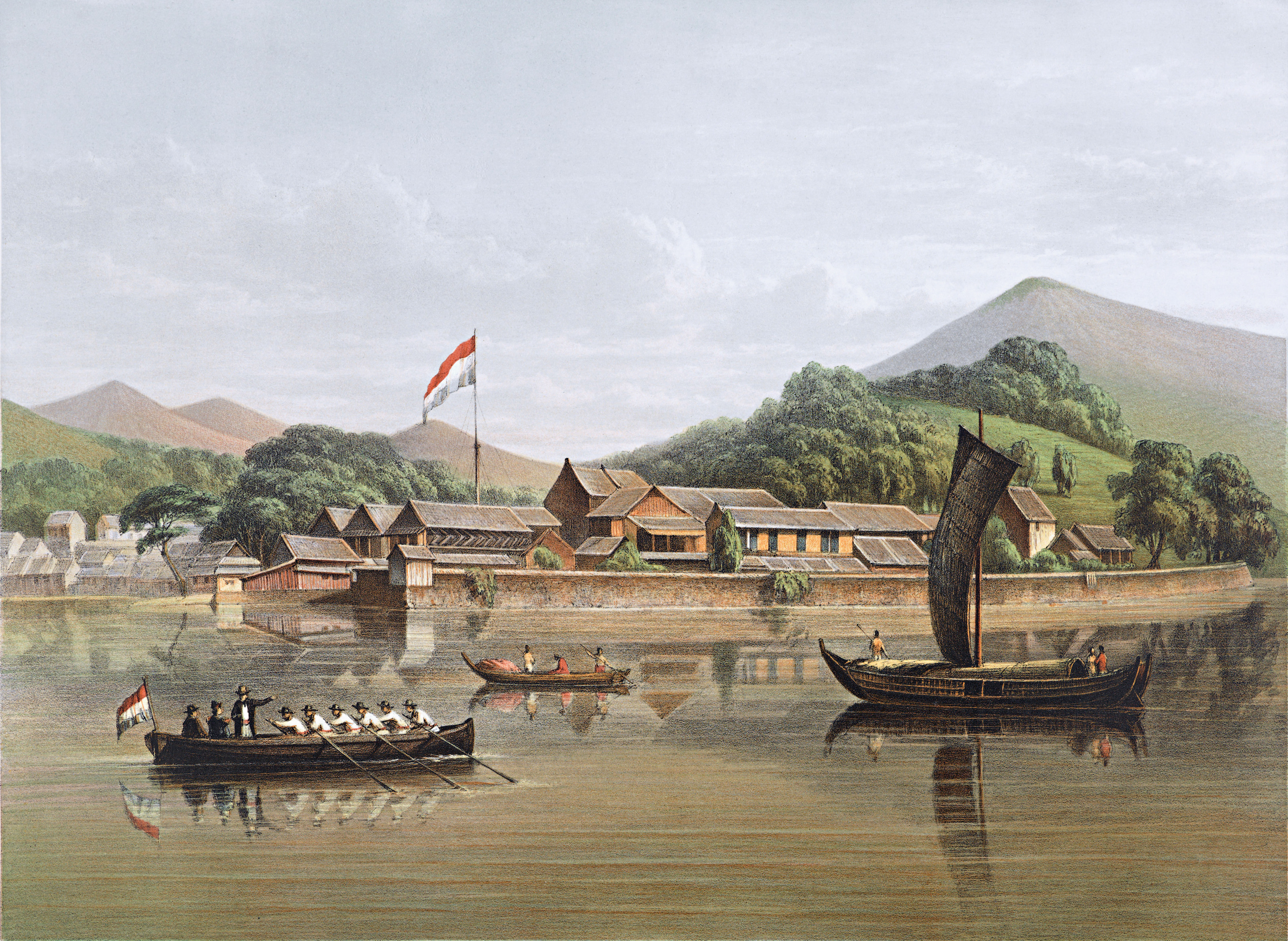
出島南景1855年

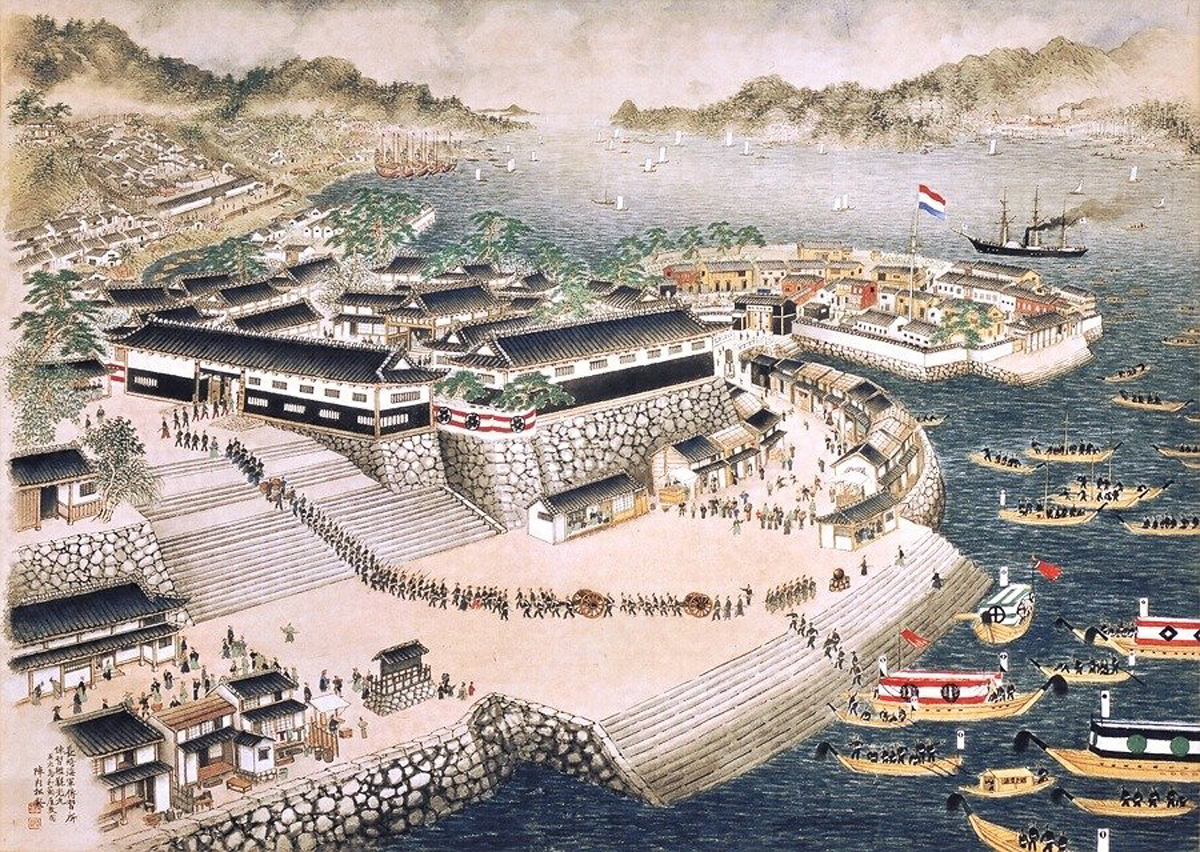
「長崎海軍伝習所絵図」1860年 鍋島報效会オランダの軍人を教師に、幕府海軍の海軍士官を養成した。

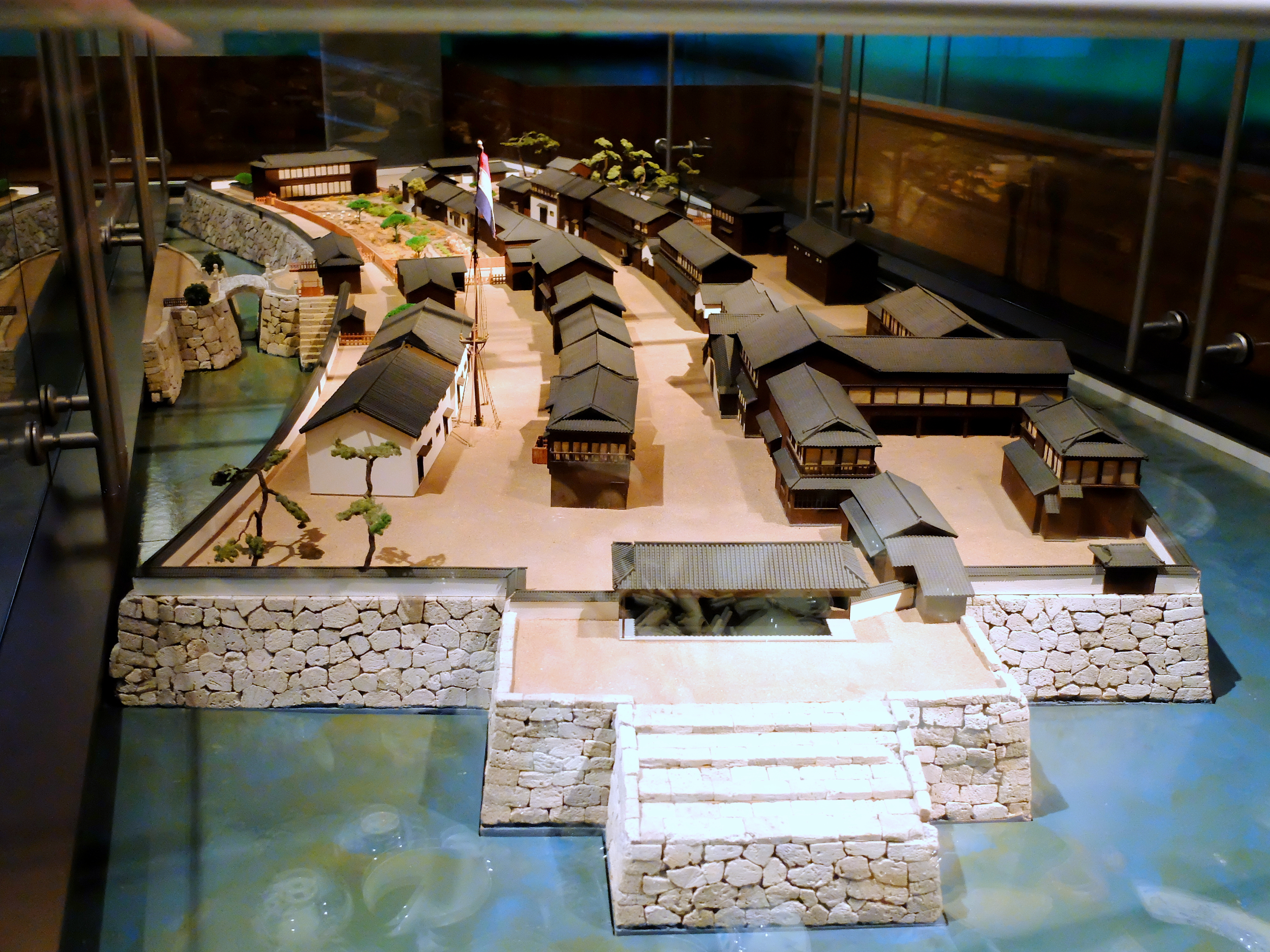
オランダ・ライデン国立民族学博物館所蔵の「ブロムホフの出島模型」19世紀に日本で作られたこの模型は、復元事業において貴重な資料となった

ペリー来航によって日本が開国され、1856年1月30日（安政2年12月23日）、日蘭和親条約締結によってオランダ人の拘束は解除され、1858年（同5年）の日蘭通商条約によって日本人も出島に出入りできるようになった。それとともに、出島の商館はオランダ領事館を兼ねるようになり、貿易業務もネーデルランド貿易会社に移行され、オランダ商館はその長い歴史の幕を閉じる（オランダ商館の廃止）。1866年（慶応2年）、出島は東山手、南山手、新地蔵などと同じく長崎外国人居留地となり1899年まで続いた。

### 明治以降
出島のある長崎港は、明治以降埋め立て等の改修・改良工事が度々実施され、中でも明治時代の二度の大規模な港湾改修事業は、出島の姿を大きく変えた。1882年（明治15年）からの第一次長崎港港湾改修事業では、1886年（明治19年）からの中島川変流工事に伴う川幅拡張により出島全体の4分の1相当の北側の敷地が削り取られ、1888年（明治21年）、東側護岸部分から築町との間が埋め立てられ、陸続きとなった。次いで、1897年（明治30年）からの第二次長崎港港湾改修事業では南側が埋め立てられ、1904年（明治37年）の竣工時には完全な陸続きとなり、往時の扇型は失われた。

1922年（大正11年）に高島秋帆旧宅、シーボルト宅跡、平戸和蘭商館跡とともに長崎県で初めて国の史跡に登録された。ただし、当初、出島は史跡登録の候補には含まれていなかった。また、敷地内も住宅や医院、商店が建ち並んで、出島が国の史跡として登録された1922年時点では、道路を除くすべてが民有地となっていた。なお、1937年に出島があった範囲を示すための鋲が道路に打ち込まれた。

### 復元への動き
第二次世界大戦終結後、オランダは駐日大使を通じて首相の吉田茂に出島の復元を強く要求したとされている。それもあり、出島を抱える長崎市は1951年（昭和26年）ごろより出島整備計画に着手。翌1952年（昭和27年）からは出島史跡内の民有地買収・公有化事業に着手し2001年（平成13年）に完了した。1969年（昭和44年）から1978年（昭和53年）には出島史跡の整備方針を検討する「長崎市出島史跡整備審議委員会」を設置、後の復元事業に繋がる19世紀初頭の出島を復元するという指針が示された。1984年（昭和59年）から2年間、かつての出島の範囲を確認調査して東側・南側の石垣が発見された。また、当時の出島との境界がわかるように道路上に鋲が打たれた。

## 歴史的意義

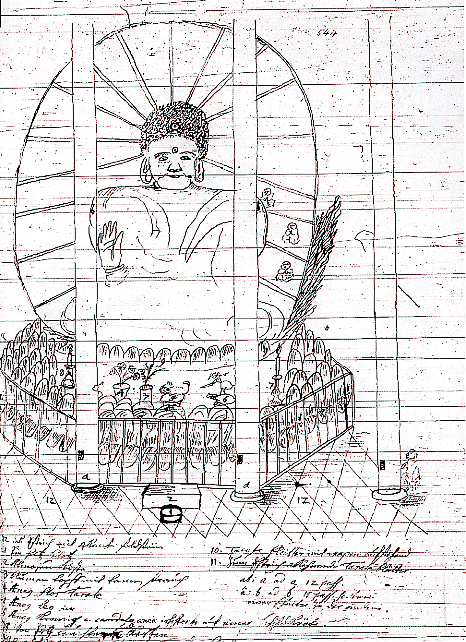
ケンペル画 焼失した方広寺大仏
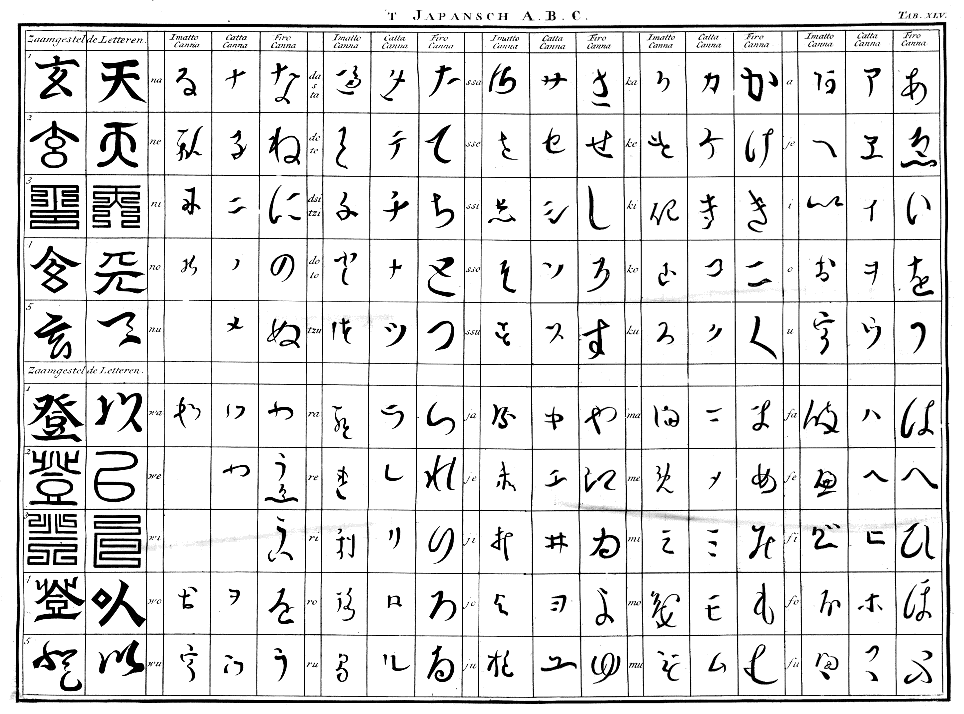
ケンペル 平仮名50音表
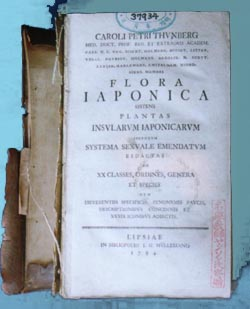
ツンベルク『日本植物誌』 1784年
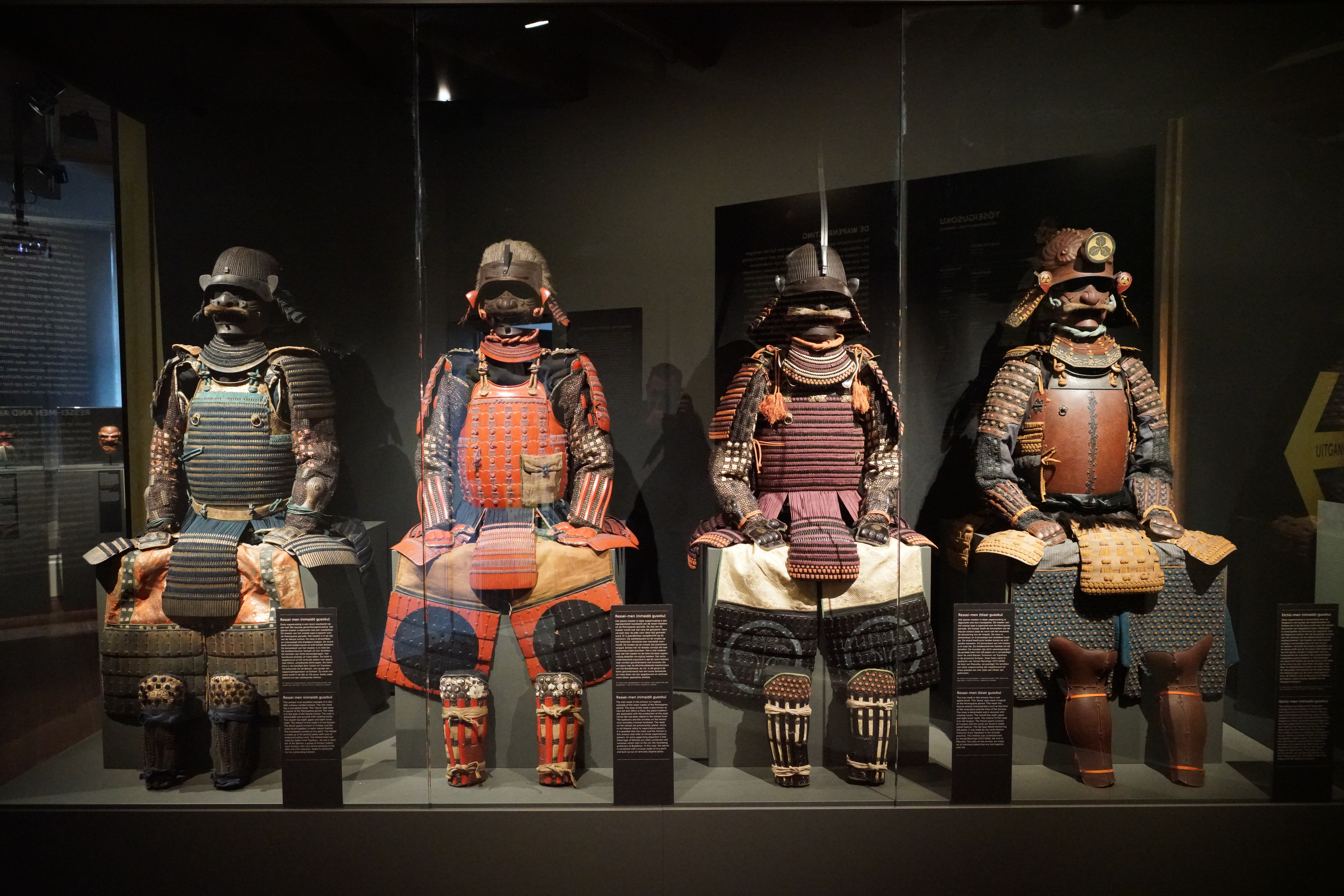
日本製甲冑 ライデン シーボルトハウス
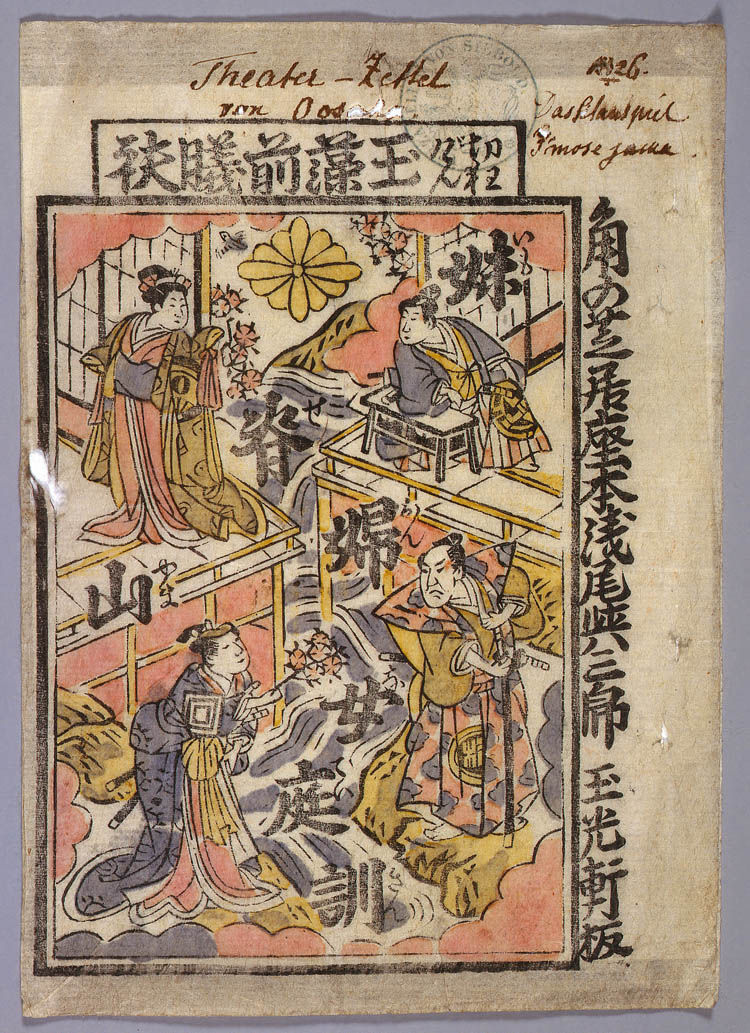
シーボルトが鑑賞した歌舞伎筋書
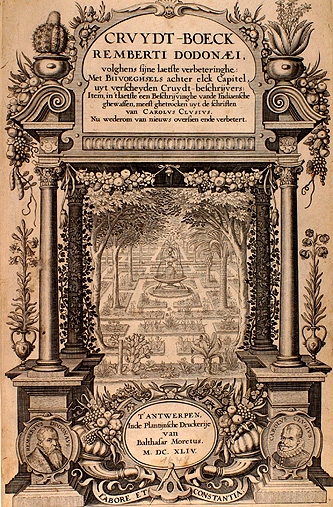
ドドエンス "Cruydt-Boeck" 吉宗の命で野呂元丈が抄訳
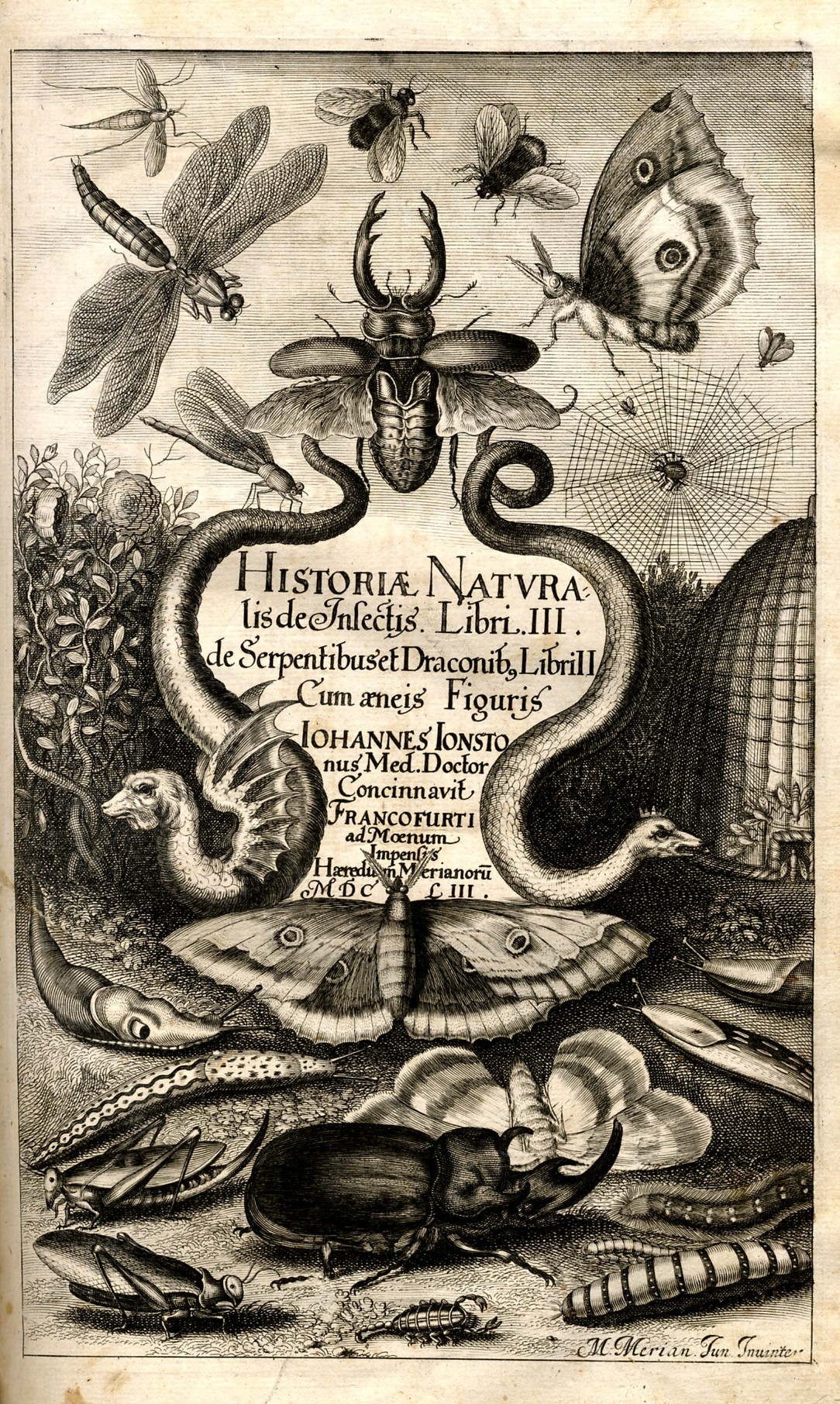
ヨンストン『鳥獣虫魚図譜』同じく野呂元丈が抄訳
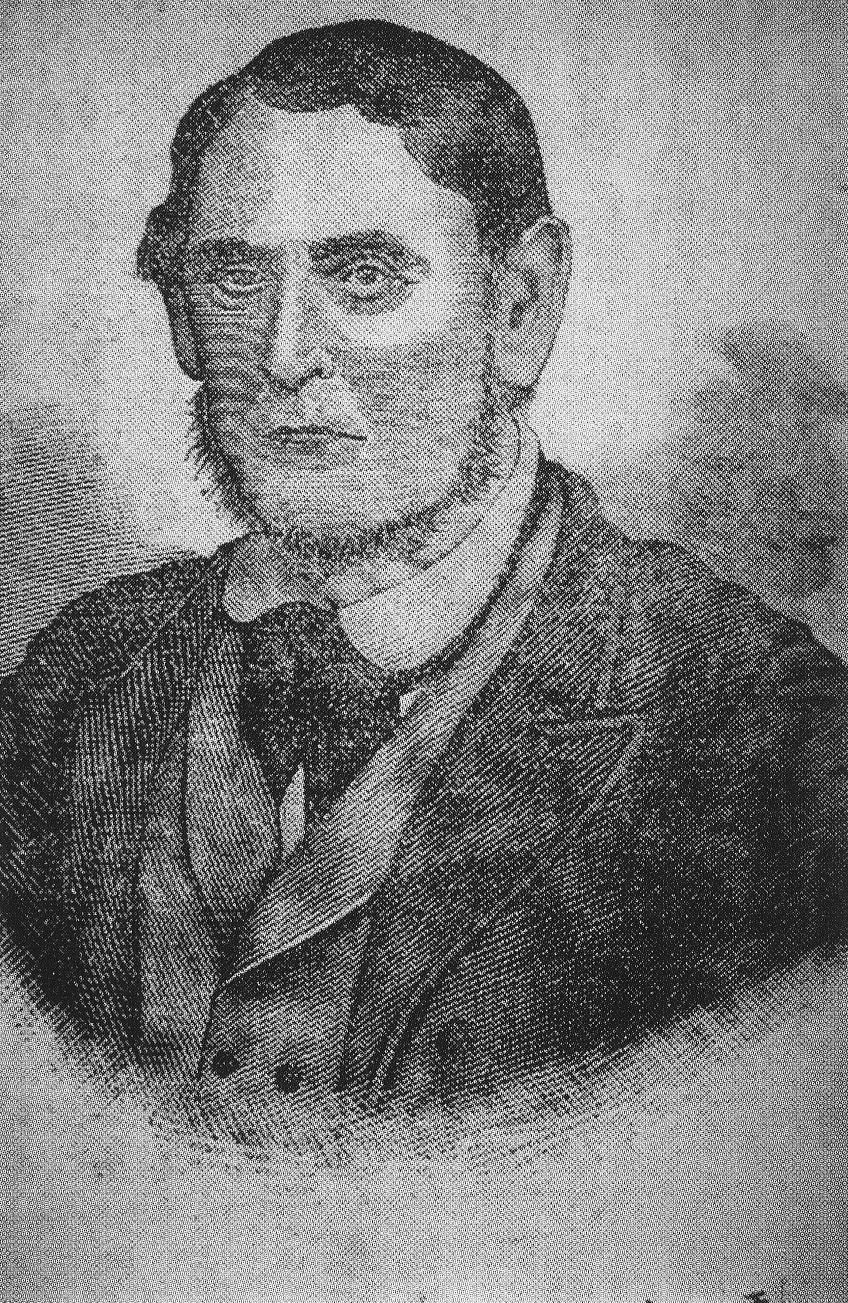
商館医モーニッケ 種痘に貢献 1849年 オランダ獅子勲章[注釈 19]

鎖国中、出島は唯一欧米に開かれた窓であった。商館医のエンゲルベルト・ケンペル、カール・ツンベルク、フィリップ・フランツ・フォン・シーボルトらは、西洋科学を日本に紹介する一方、日本の文化や動植物を研究しヨーロッパに紹介した。上記3人は出島の三学者と称されている。8代将軍徳川吉宗が実学を奨励してキリスト教関係以外の洋書輸入を解禁、医学・天文学・暦学などの研究が促進され、出島は植物学・物理学など含めて蘭学の窓口となり、各藩から長崎への遊学者は2000名に及んだとされる。

### 著名な商館長ならびに商館関係者

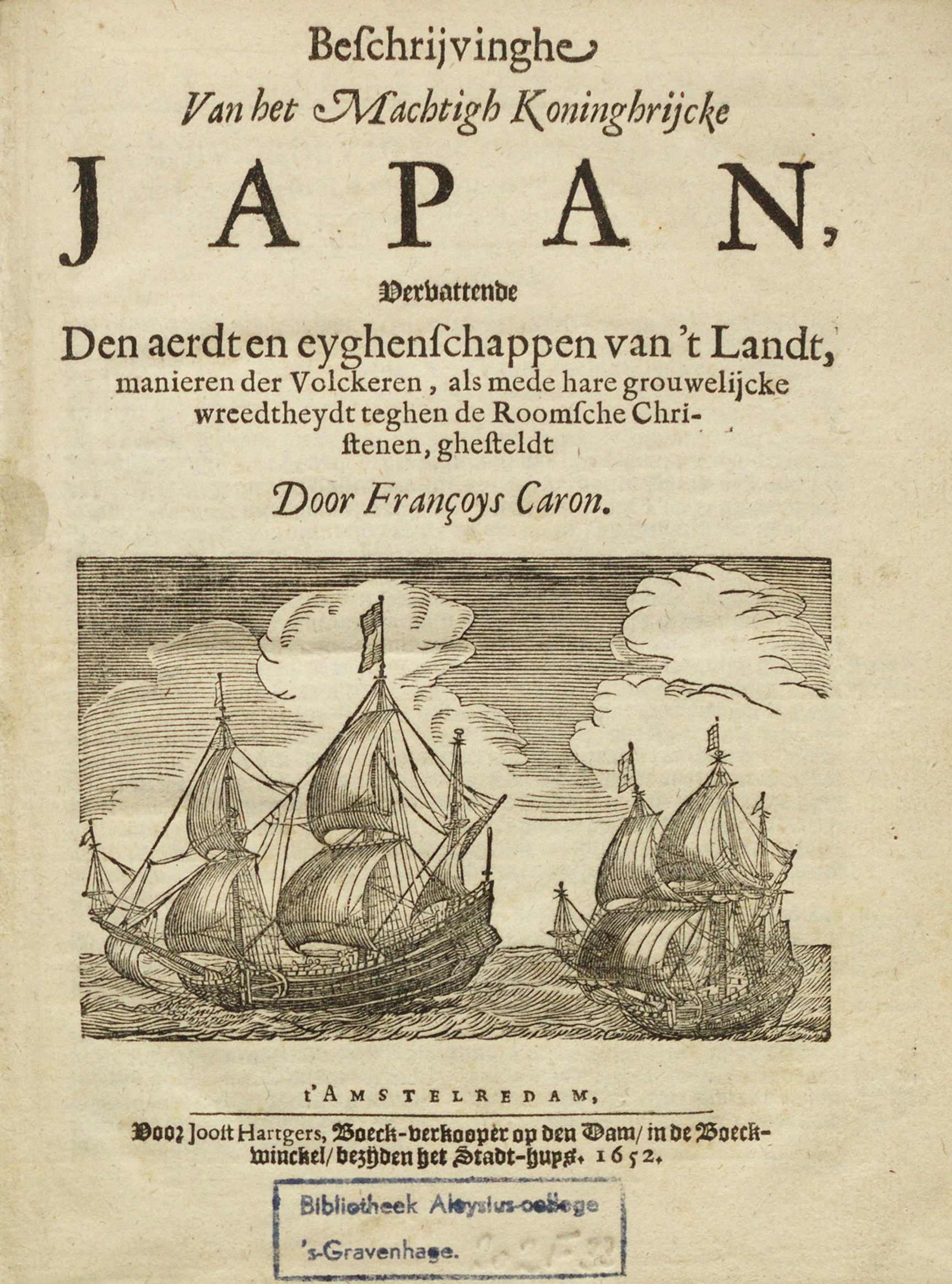
フランソワ・カロン『日本大王国志』1652年
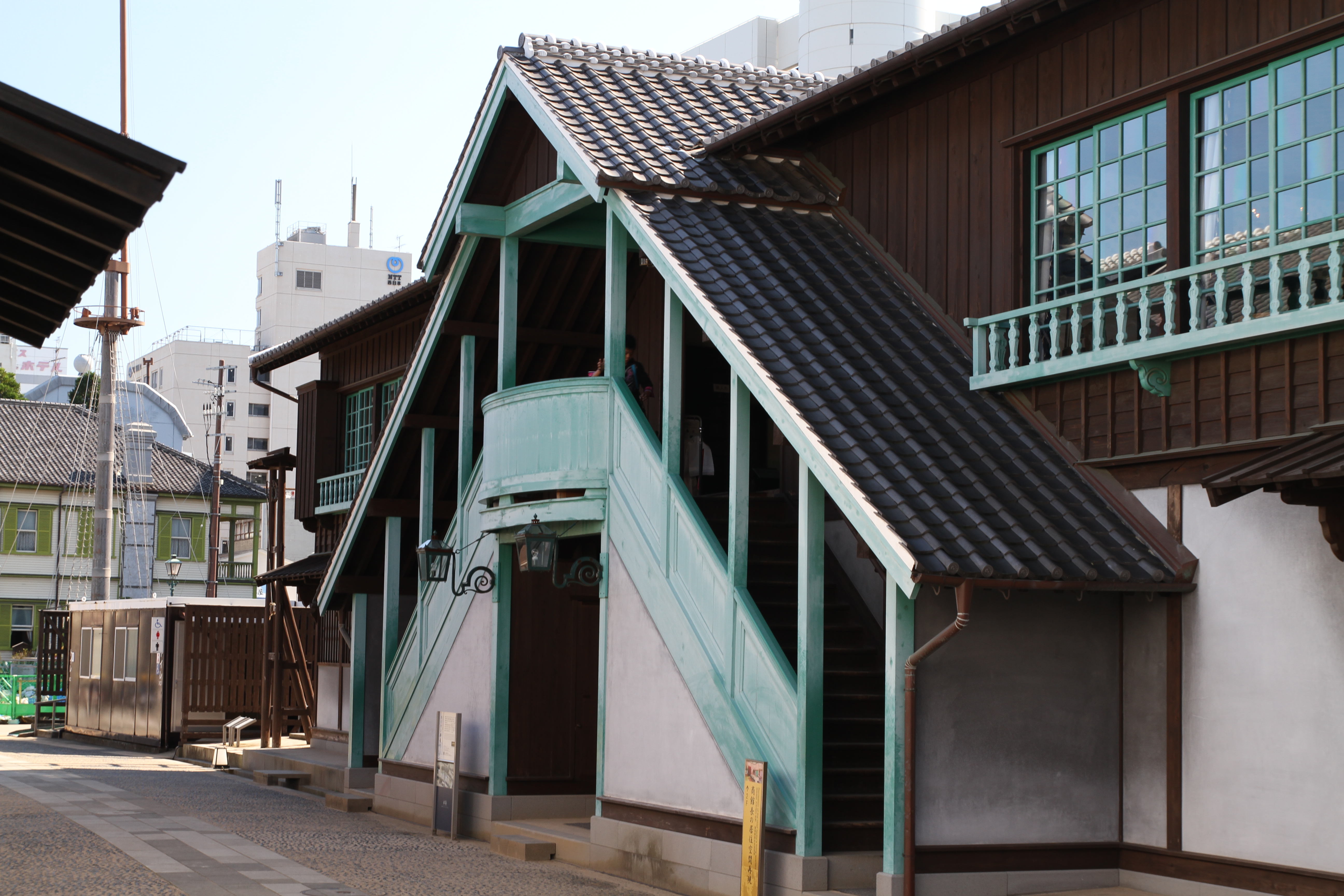
マクシミリアン・ル・メール[注釈 20] - オランダ風説書作成開始 (画像はカピタン部屋)
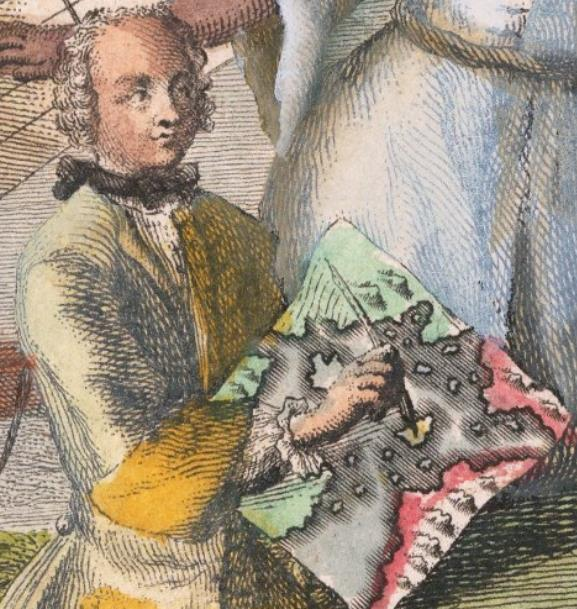
著書『日本誌』内で日本地図を描くエンゲルベルト・ケンペル
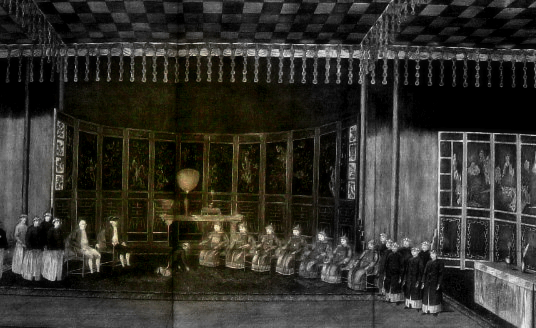
紫禁城内のティチング(着席者左から2人目) [注釈 21]
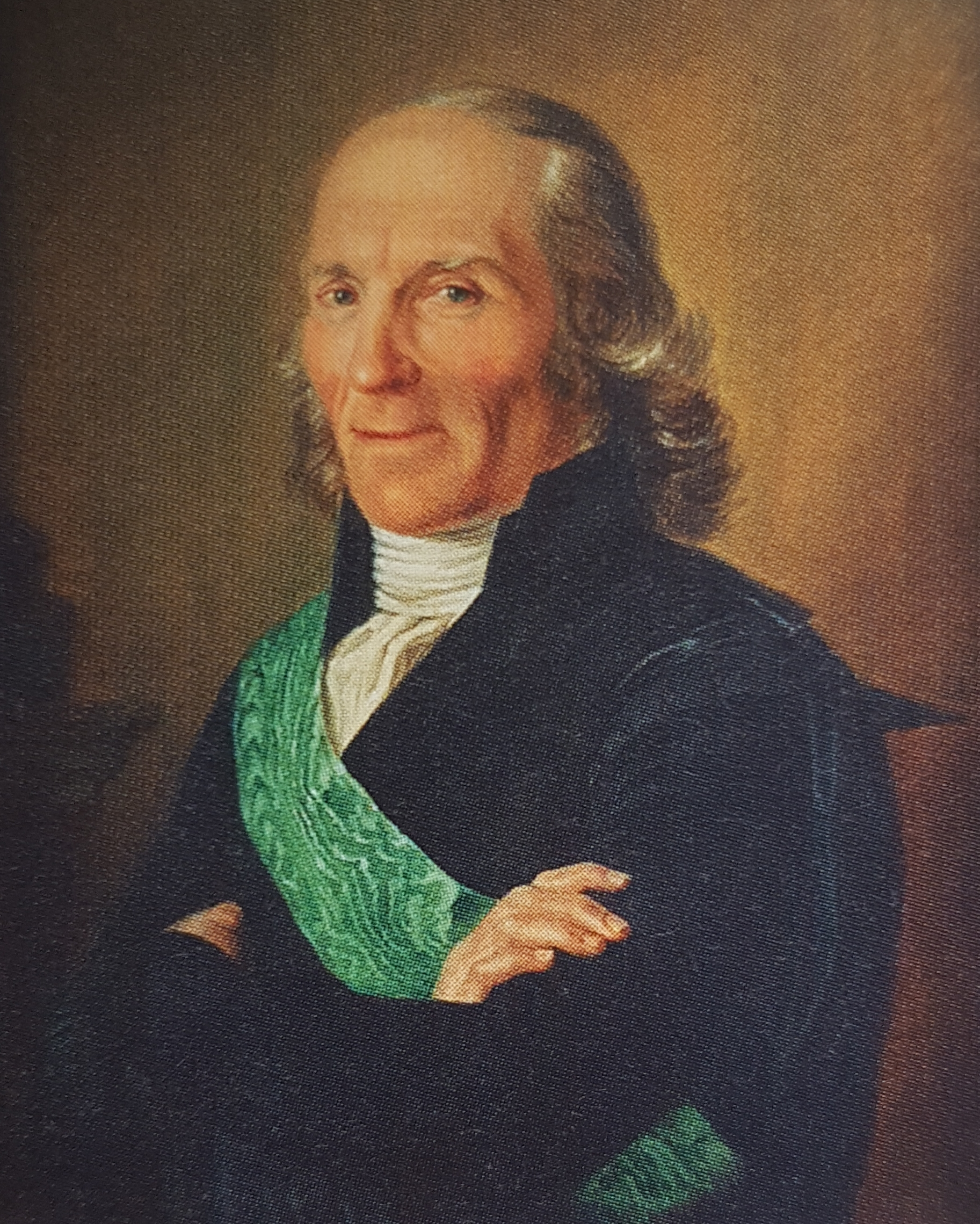
カール・ツンベルク 1808年 ウプサラ大学
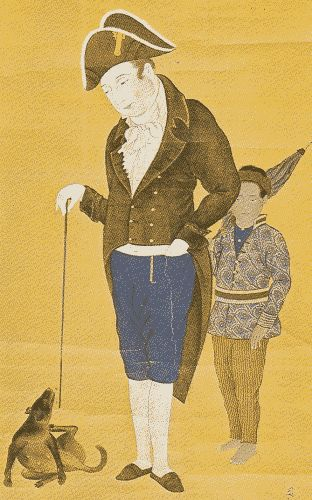
ドゥーフとジャワ人の従僕
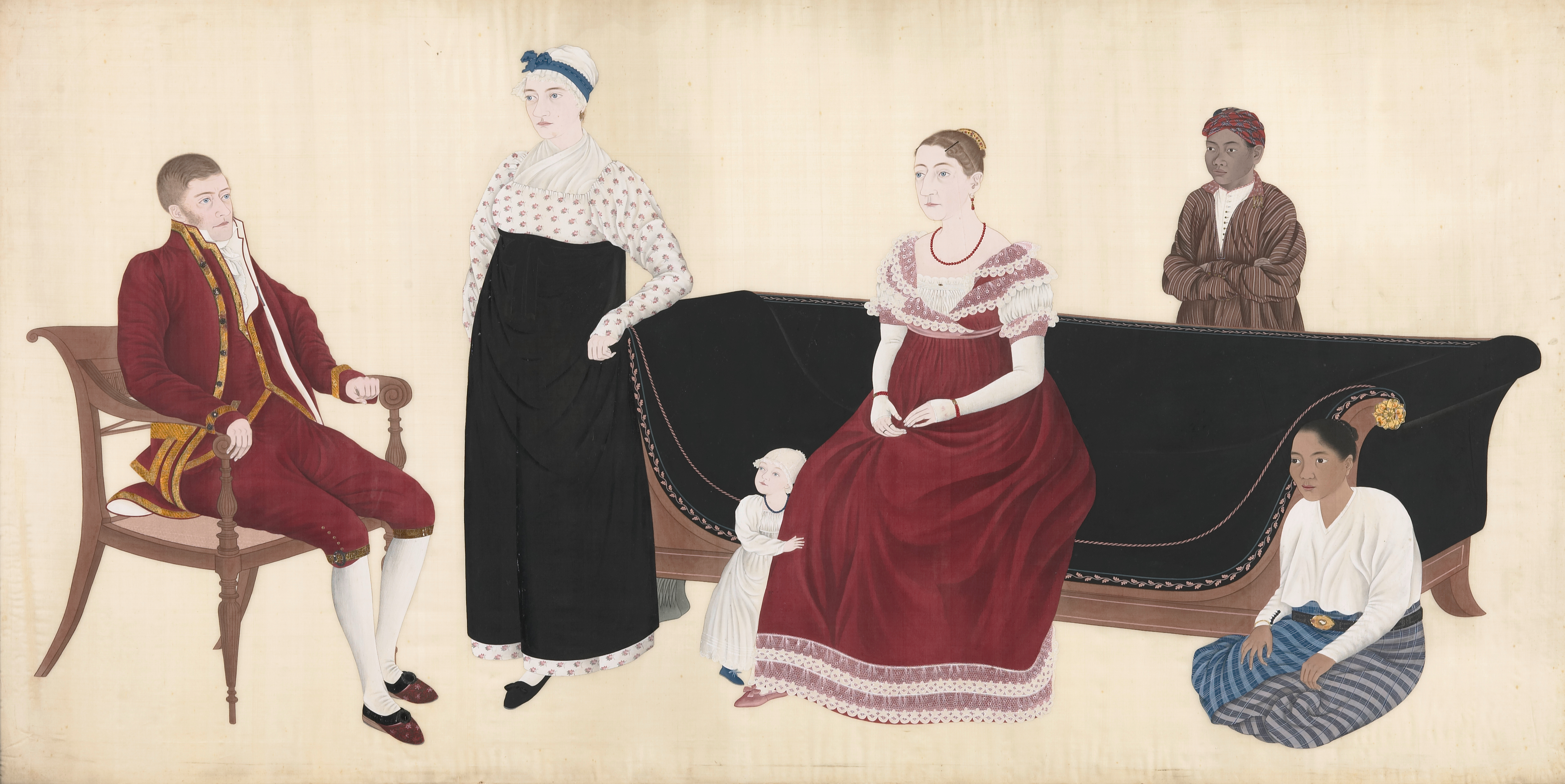
ヤン・コック・ブロンホフ家族図 1817年 [注釈 22]
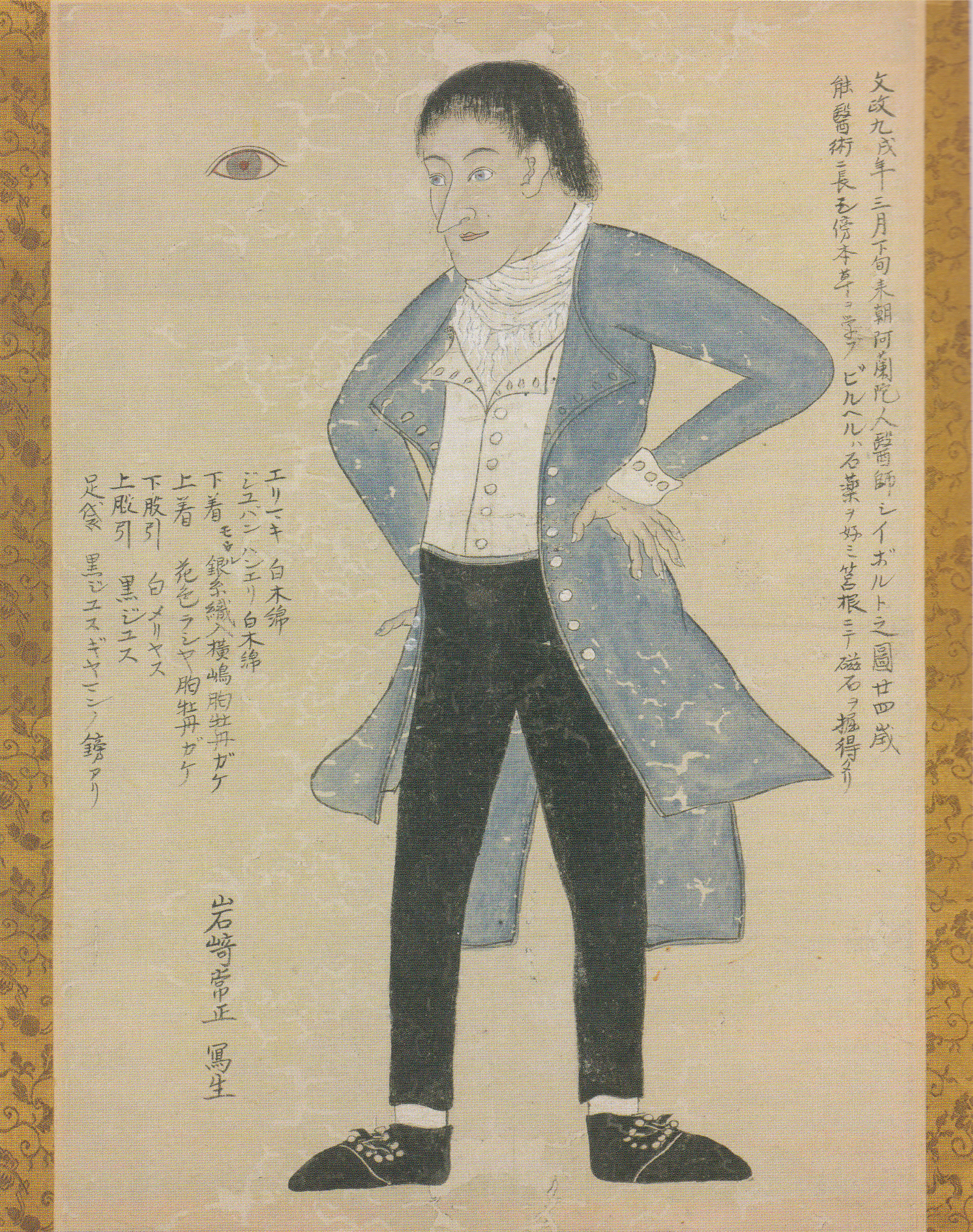
阿蘭陀人醫師シイボルト之圖廿四歳 岩﨑常正 寫生 1826年

## 長崎市による復元整備事業

### 第Ⅰ期事業　2000（平成12）年復元
1996年（平成8年）からは第1期整備事業として本格的な復元事業に着手。発掘調査と石垣の修復と、敷地西側の建造物5棟（商館長次席が住んだ「ヘトル部屋」、商館員の食事を作った「料理部屋」、オランダ船の船長が使用した「一番船船頭部屋」、輸入品の砂糖や蘇木を収納した「一番蔵」・「二番蔵」）の復元が実施され、後者は2000年（平成12年）4月に完成した。

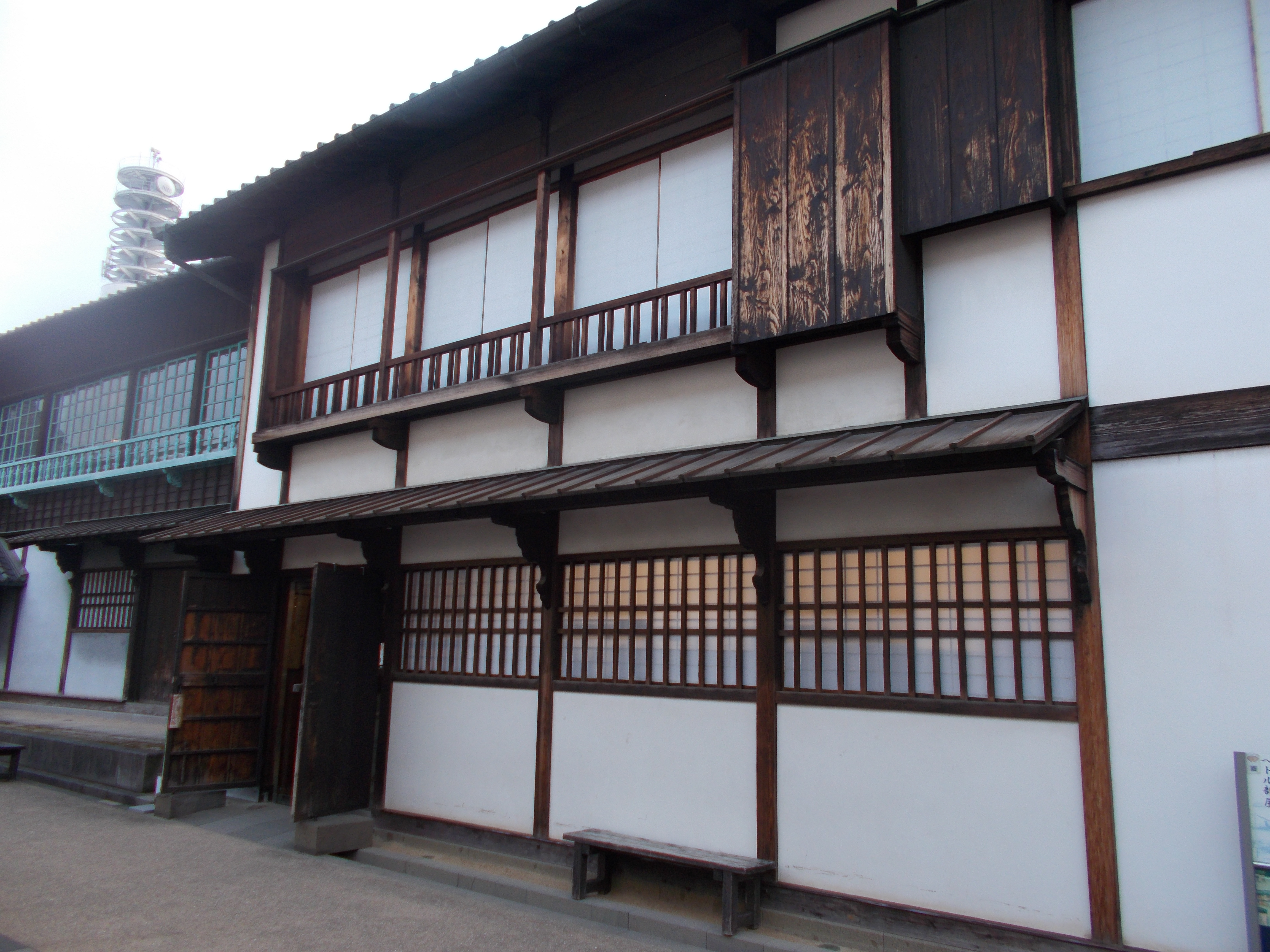
ヘトル部屋
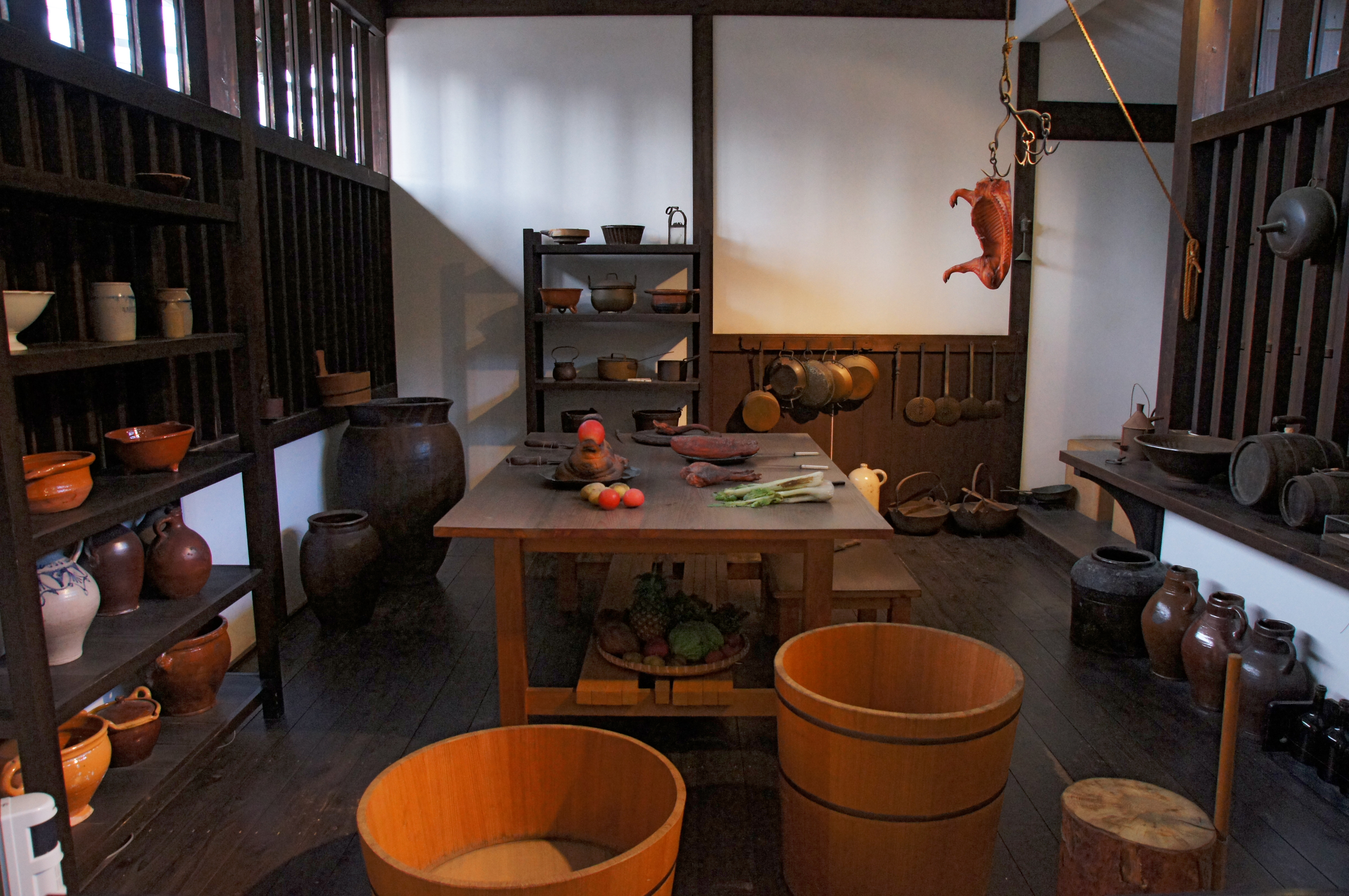
料理部屋
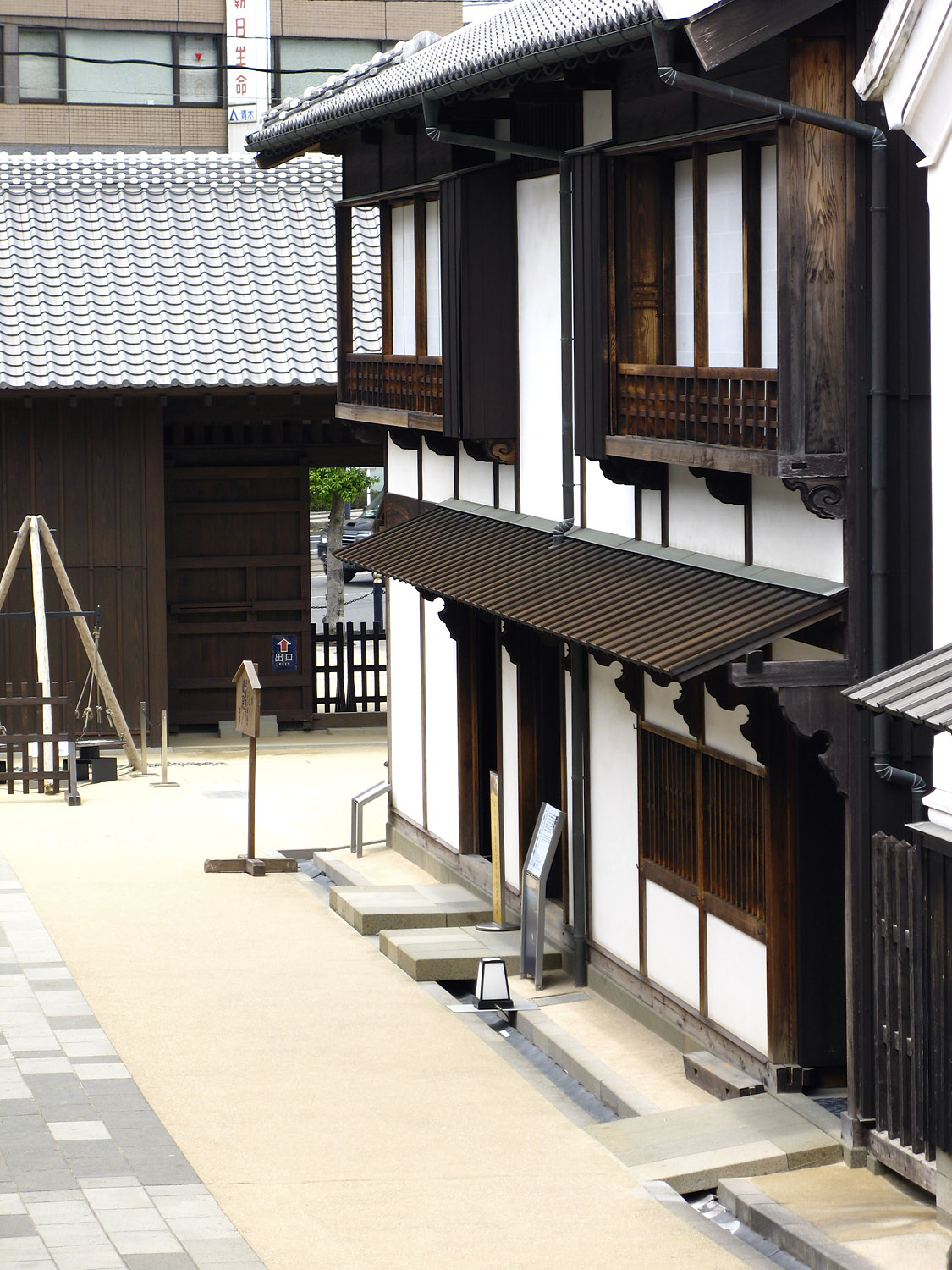
一番船船頭部屋
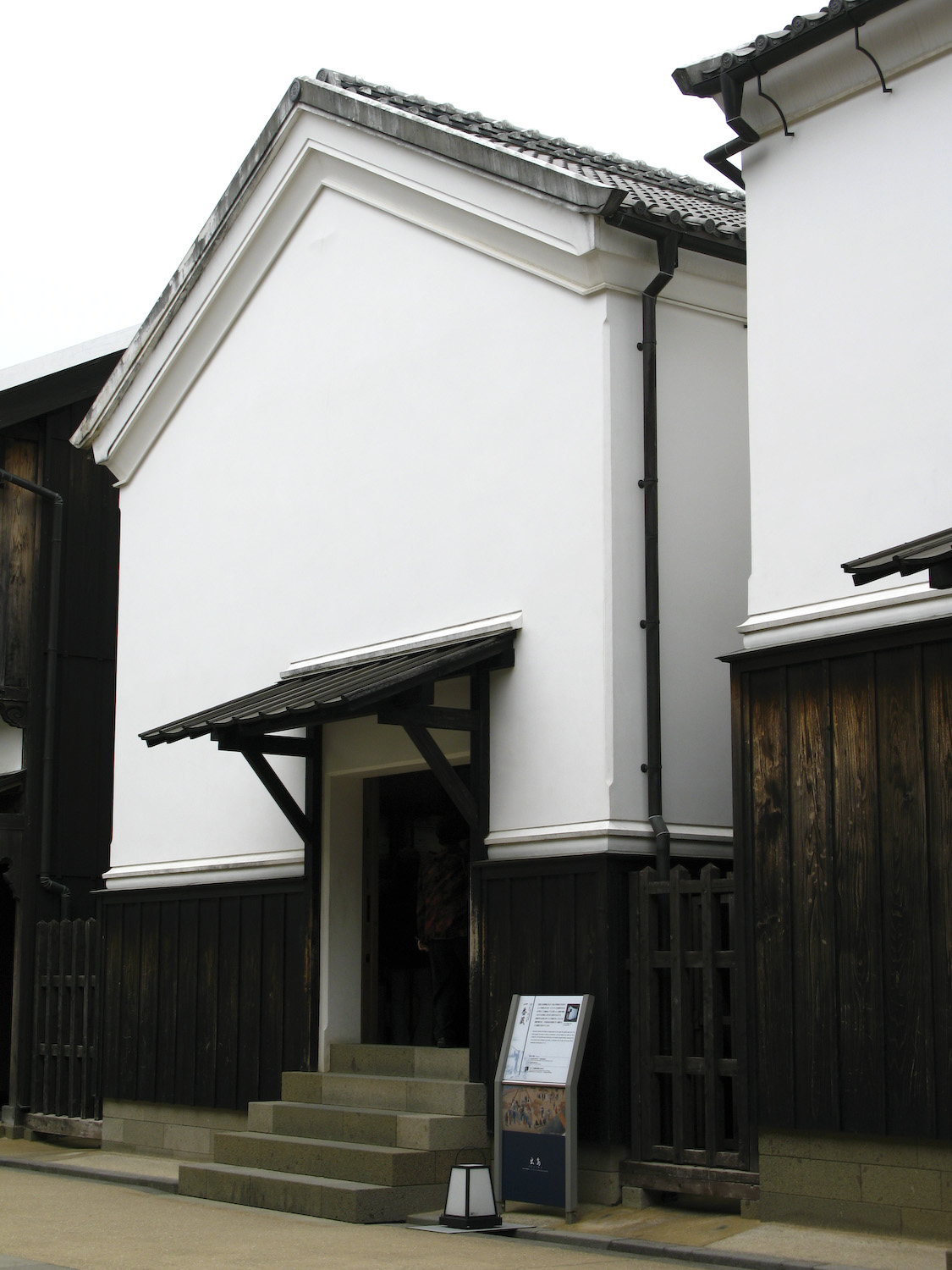
一番蔵
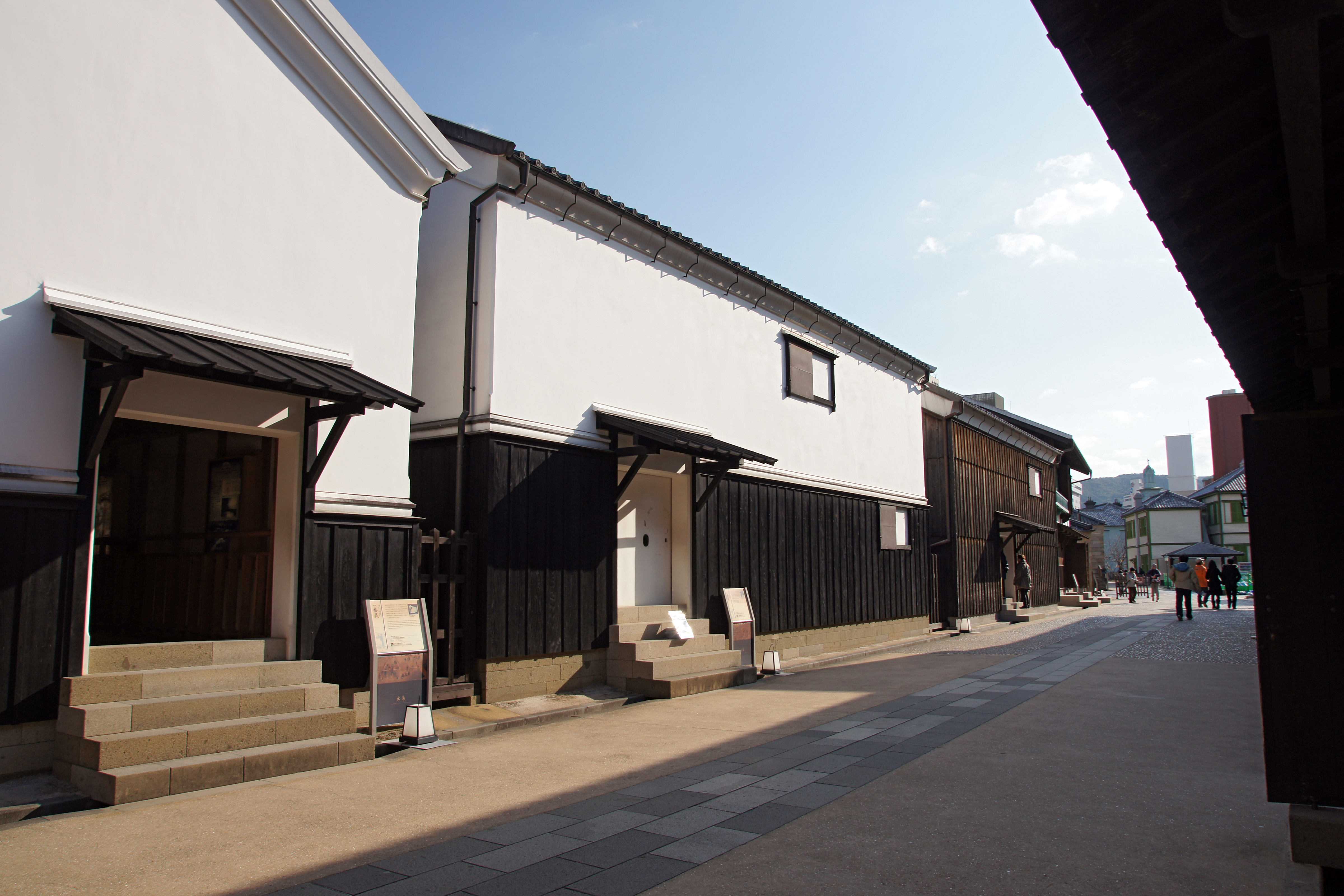
二番蔵（貿易館）

### 第Ⅱ期事業　2006（平成18）年復元
2001年（平成13年）度からは第2期整備事業として、島を取り囲んでいた石垣のうち南側、131ｍの詳細な調査・修復・復元工事に着手、外周に歩道を整備し扇形の輪郭を確認できるようになった。建造物の復元も引き続き進められ、5棟（オランダ船から人や物が搬出入された「水門」、商館長宅「カピタン部屋」、日本側の貿易事務・管理の拠点だった「乙名部屋」（おとなべや）、輸入した砂糖や酒を納めた「三番蔵」、「拝礼筆者蘭人部屋」）終えている。

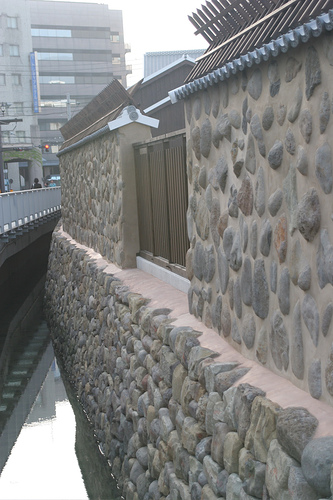
出島南側護岸石垣
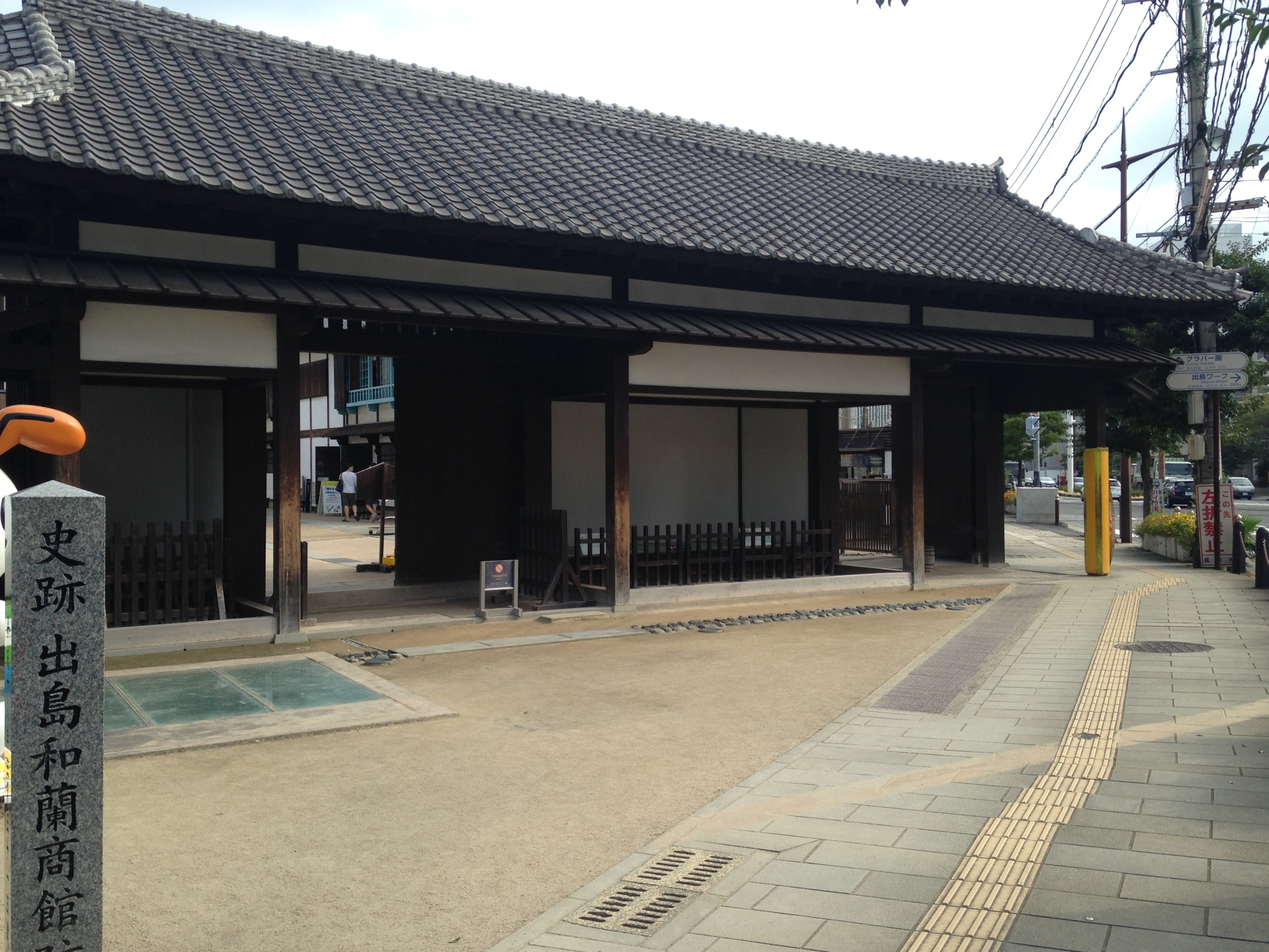
水門
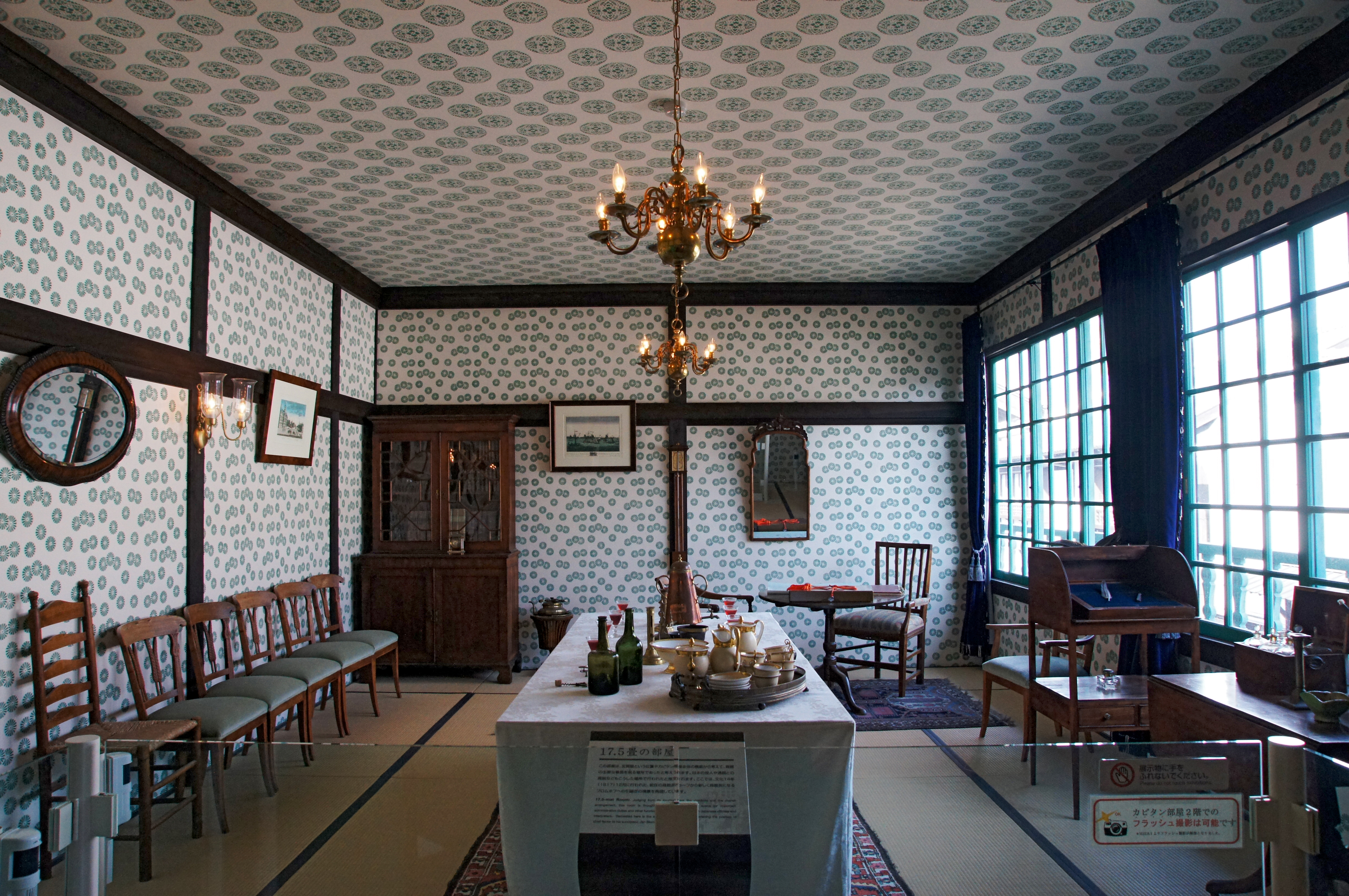
カピタン部屋:17.5畳
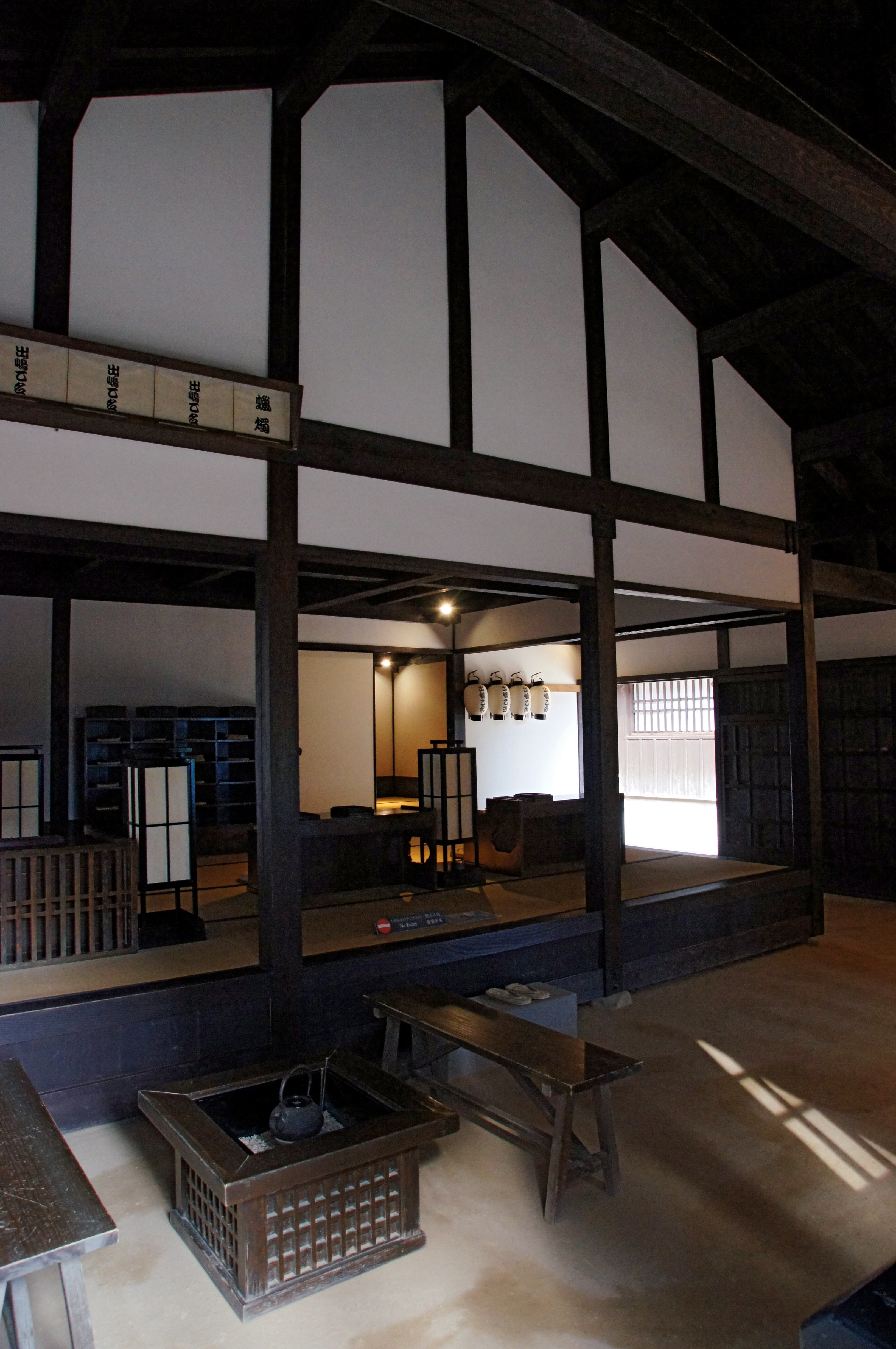
乙名部屋
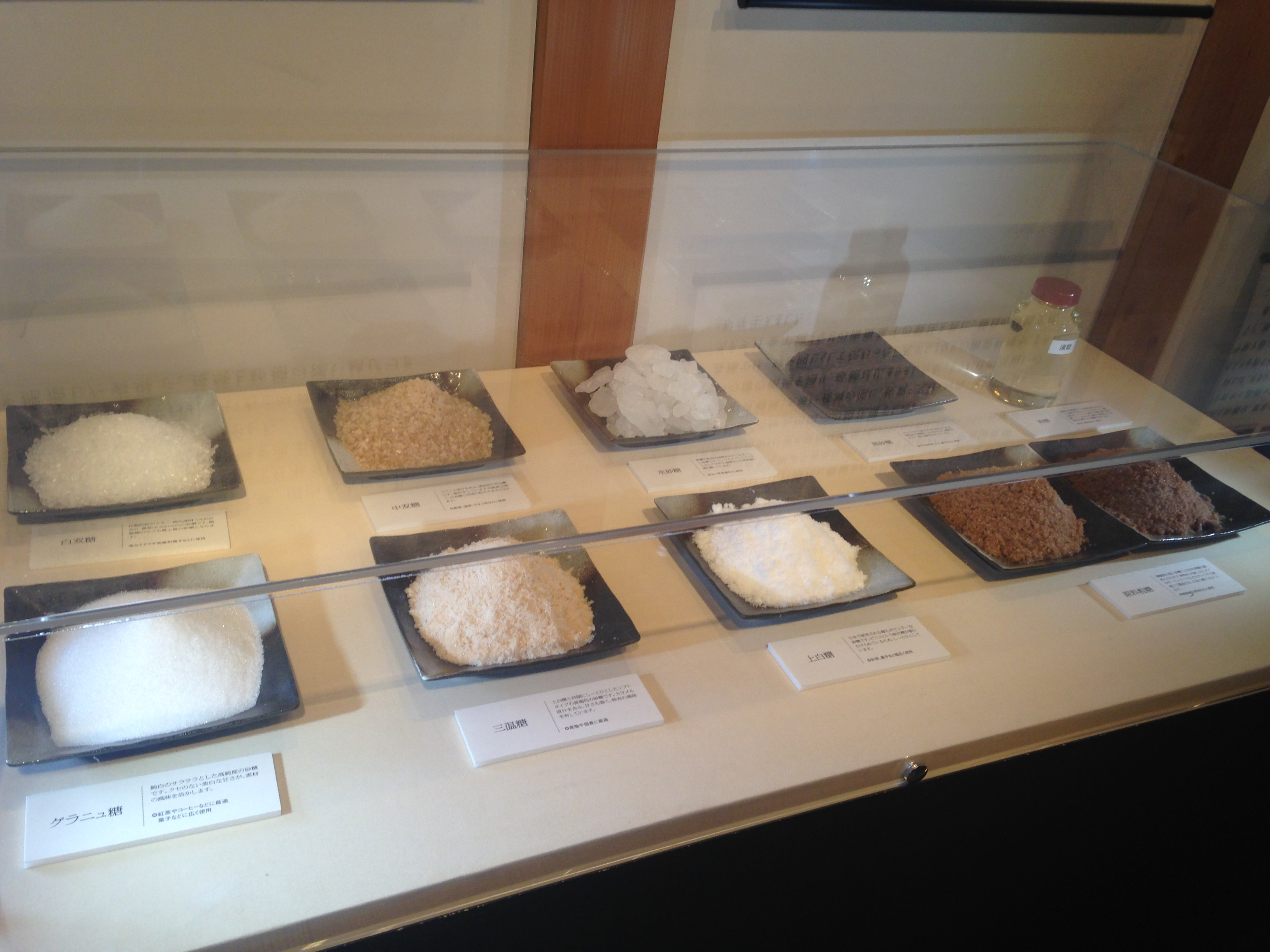
三番蔵[注釈 23]
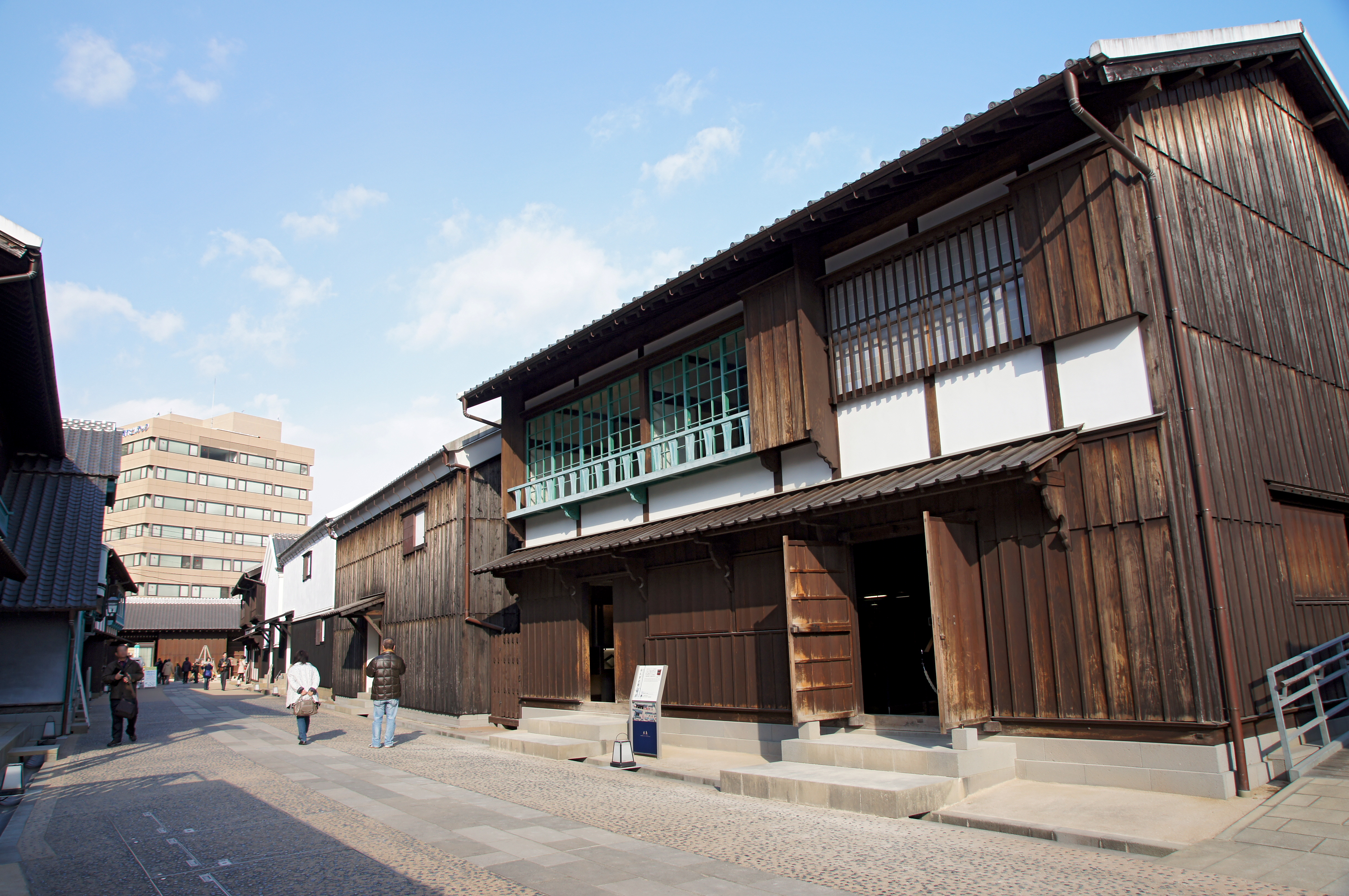
拝礼筆者蘭人部屋（蘭学館）

### 第Ⅲ期事業　2016（平成28）年復元
建造物の復元も引き続き進められ、かつての丁子蔵「十六番蔵」、オランダ人書記の住居「筆者蘭人部屋」、砂糖蔵だった「十四番蔵」、表門からの出入りを監視する出島管理者・乙名が詰めた「乙名詰所」、乙名の補佐役・組頭（くみがしら）が銅の計量や梱包をした「組頭部屋」、出島の主要な輸出品である銅を保管した「銅蔵」及び幕末（1860年代）の復元建物「旧石倉」と「新石倉」、明治期の洋風建物「旧出島神学校」と「旧長崎内外クラブ」が完成。

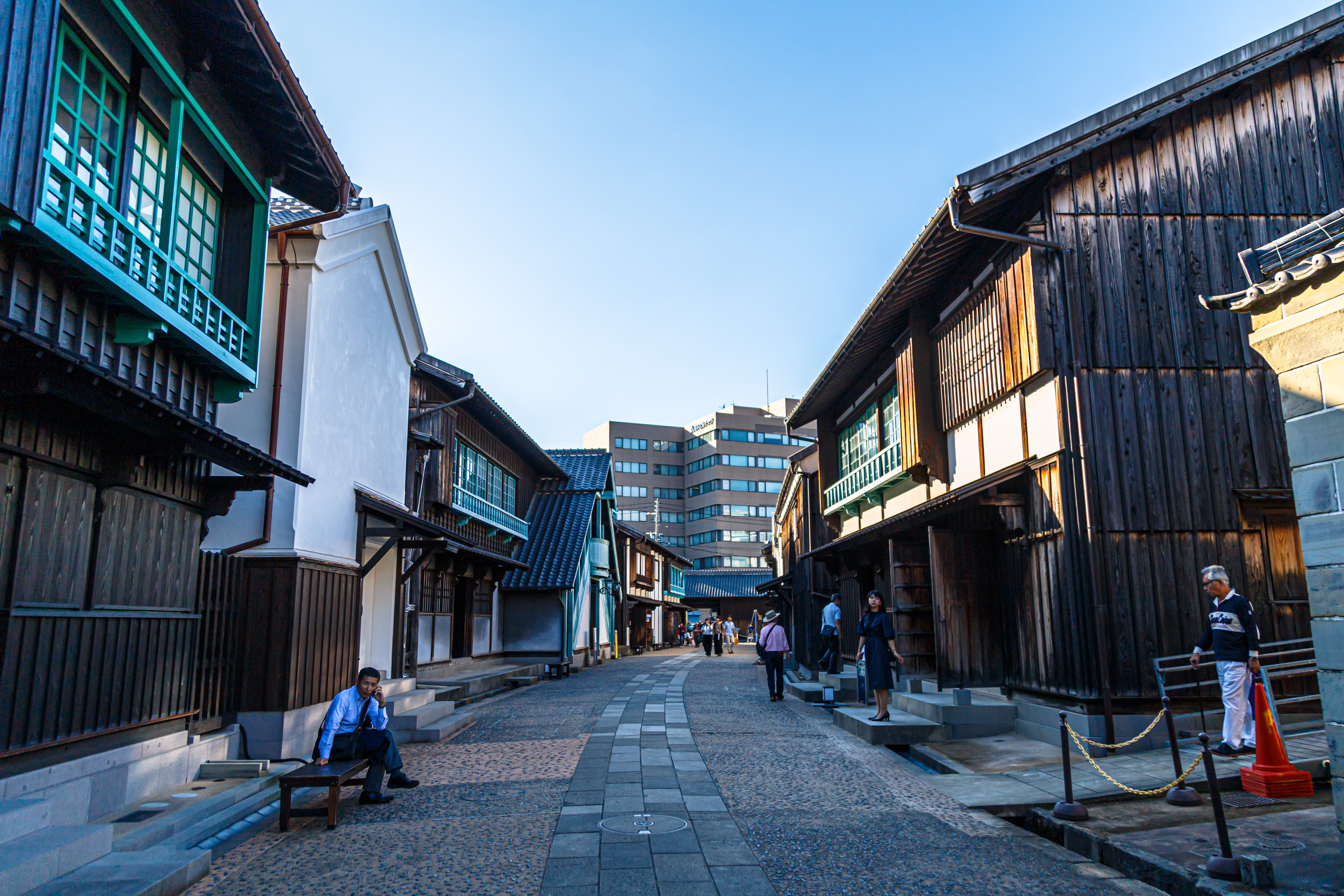
十六番蔵
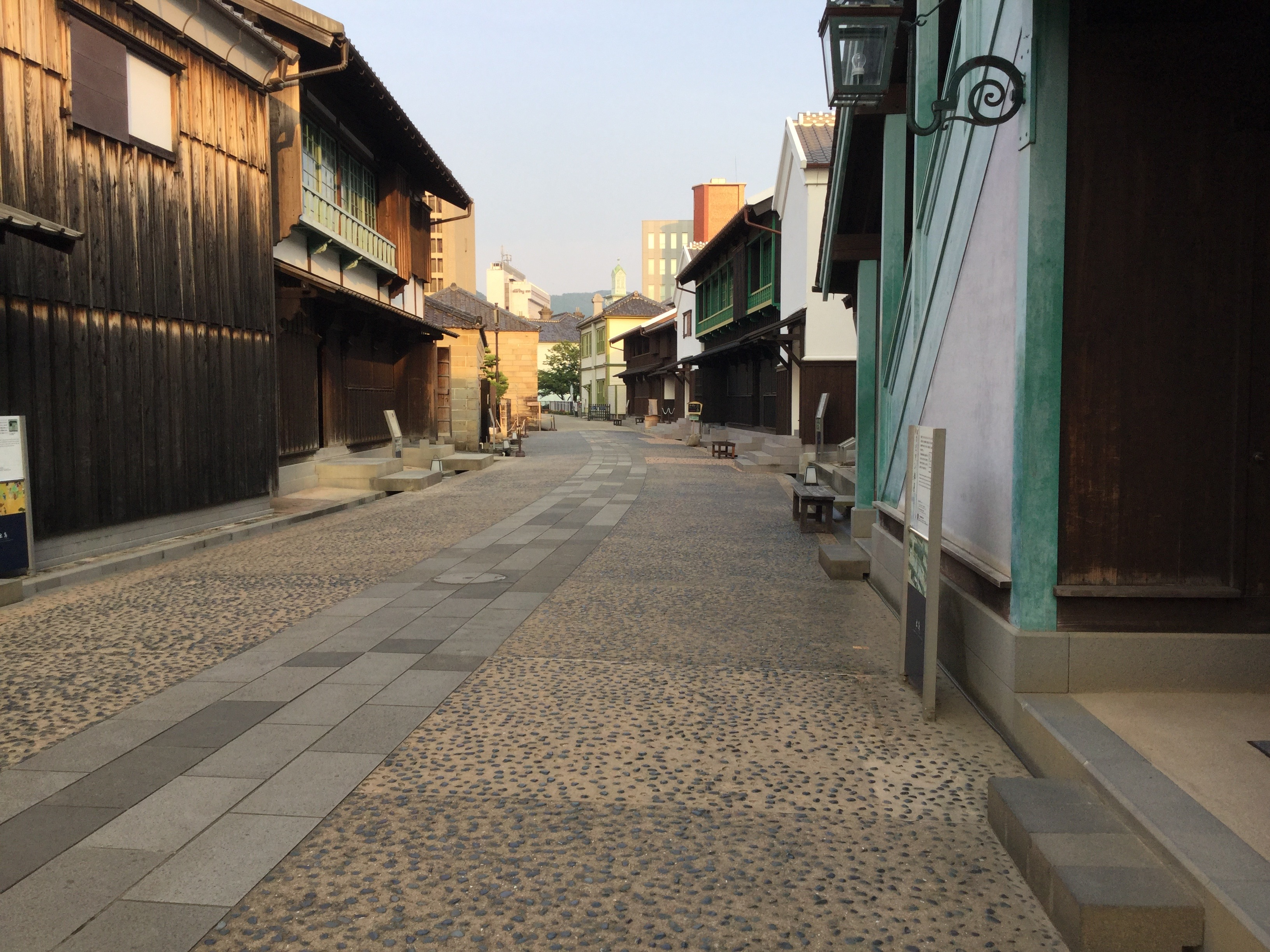
筆者蘭人部屋
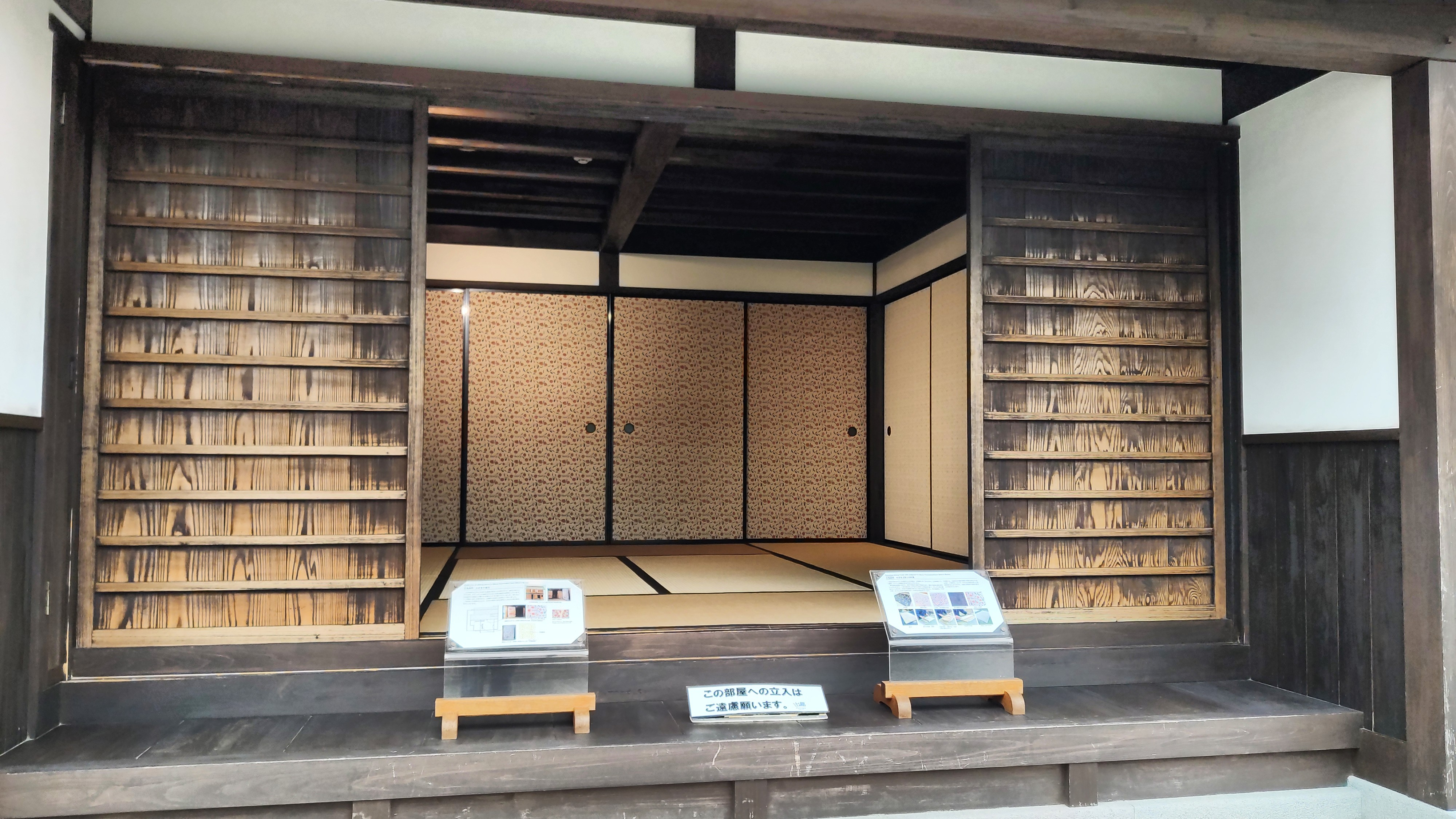
乙名詰所
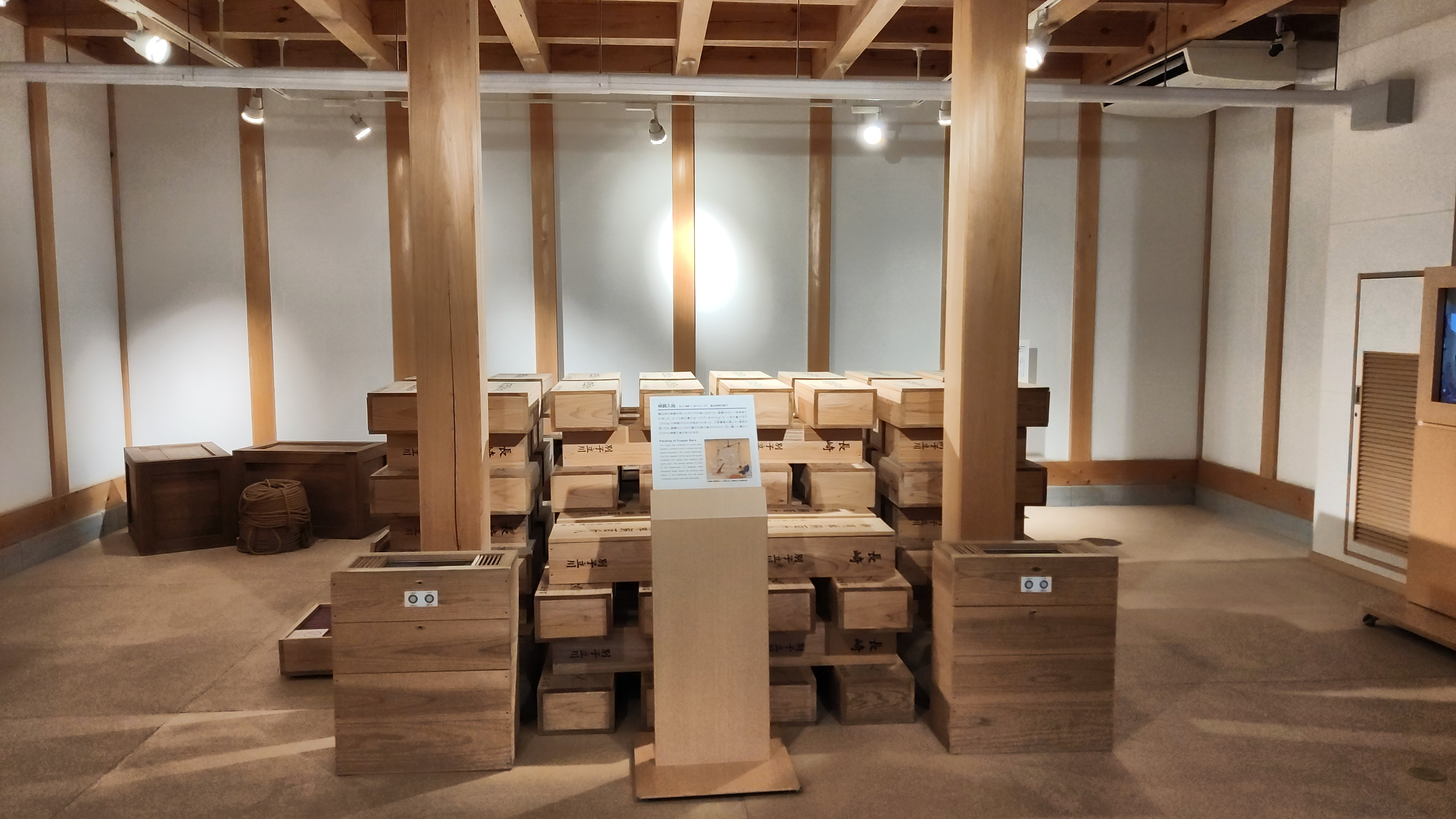
組頭部屋
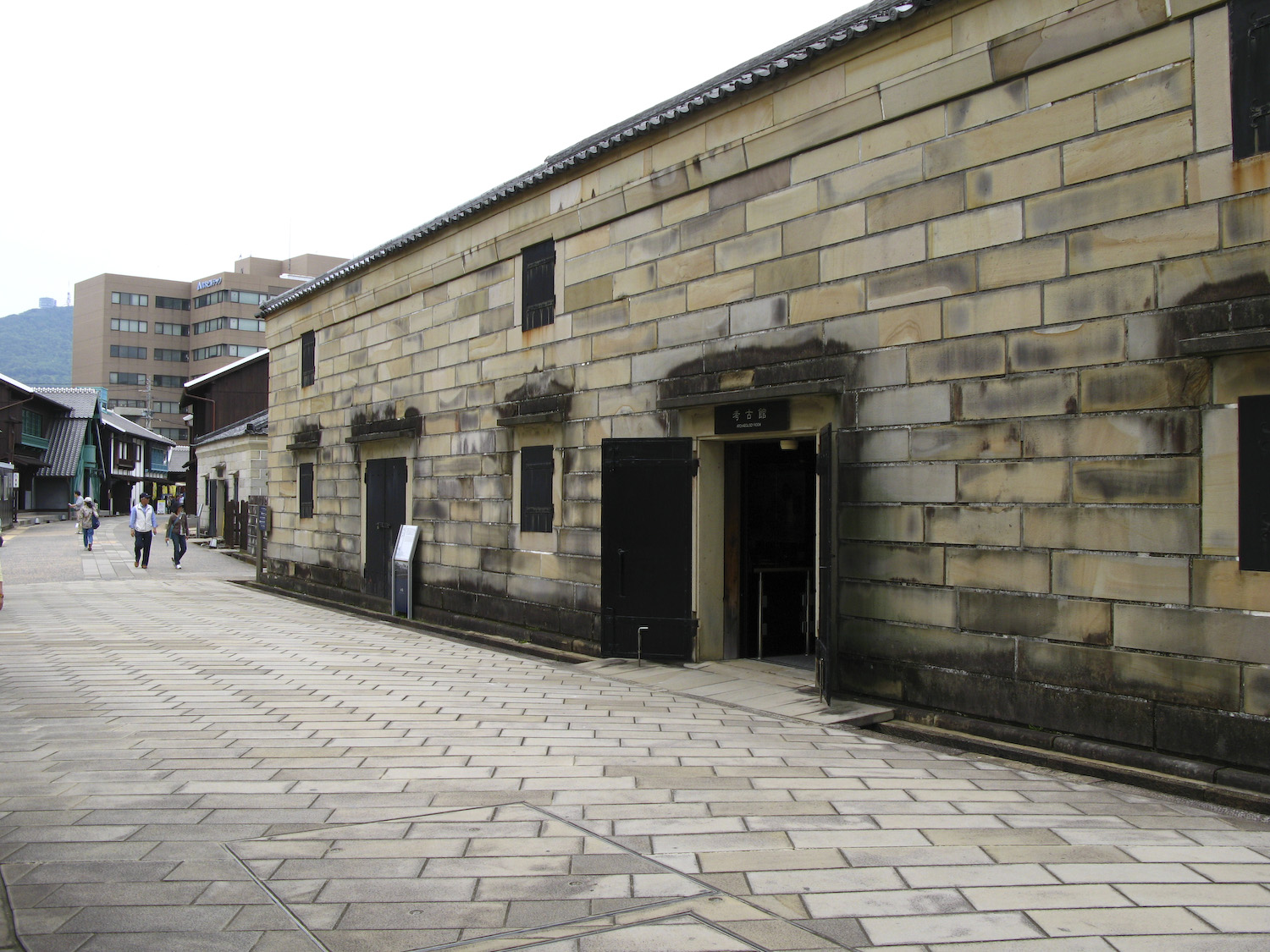
旧石倉(考古館)
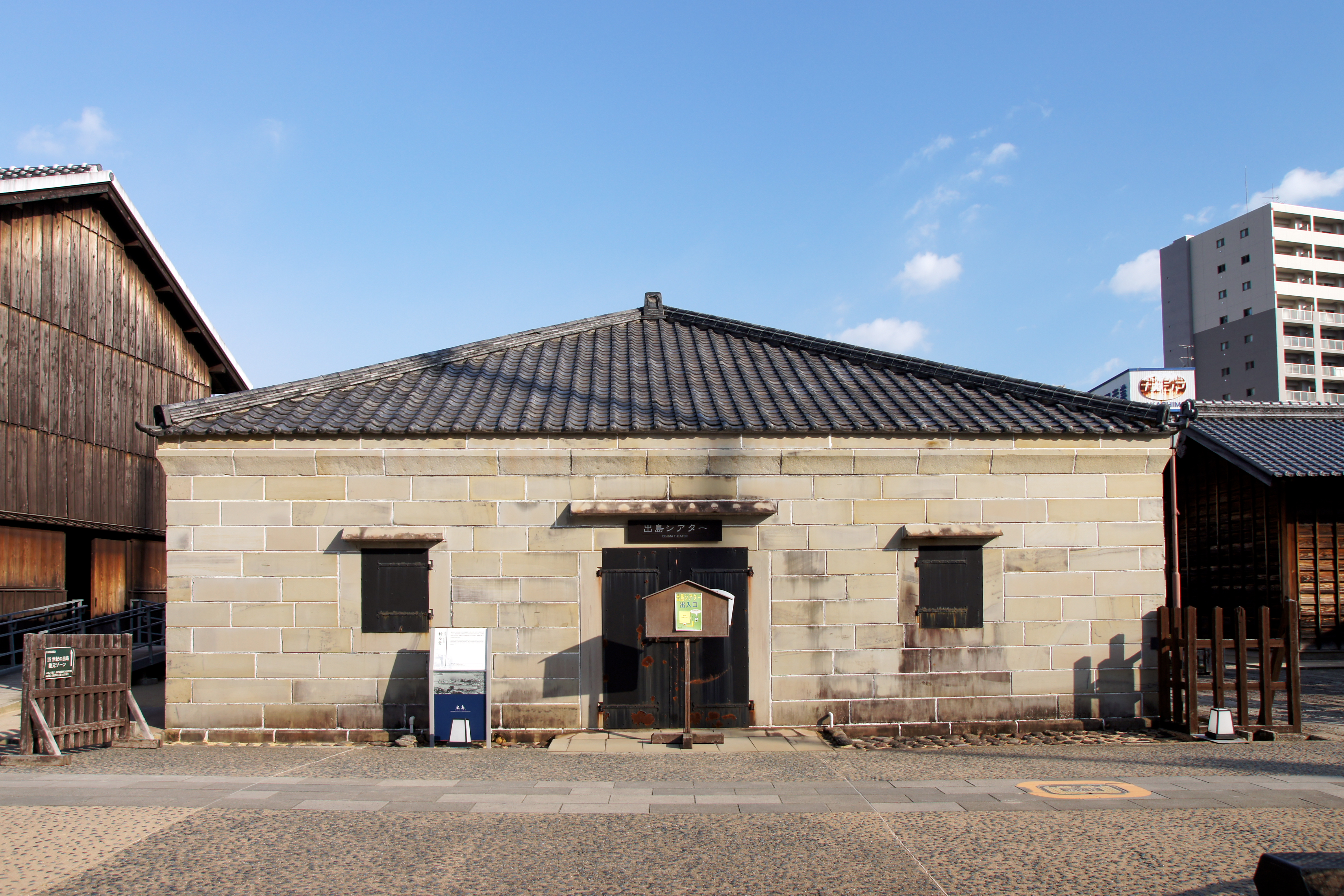
新石倉(出島シアター)
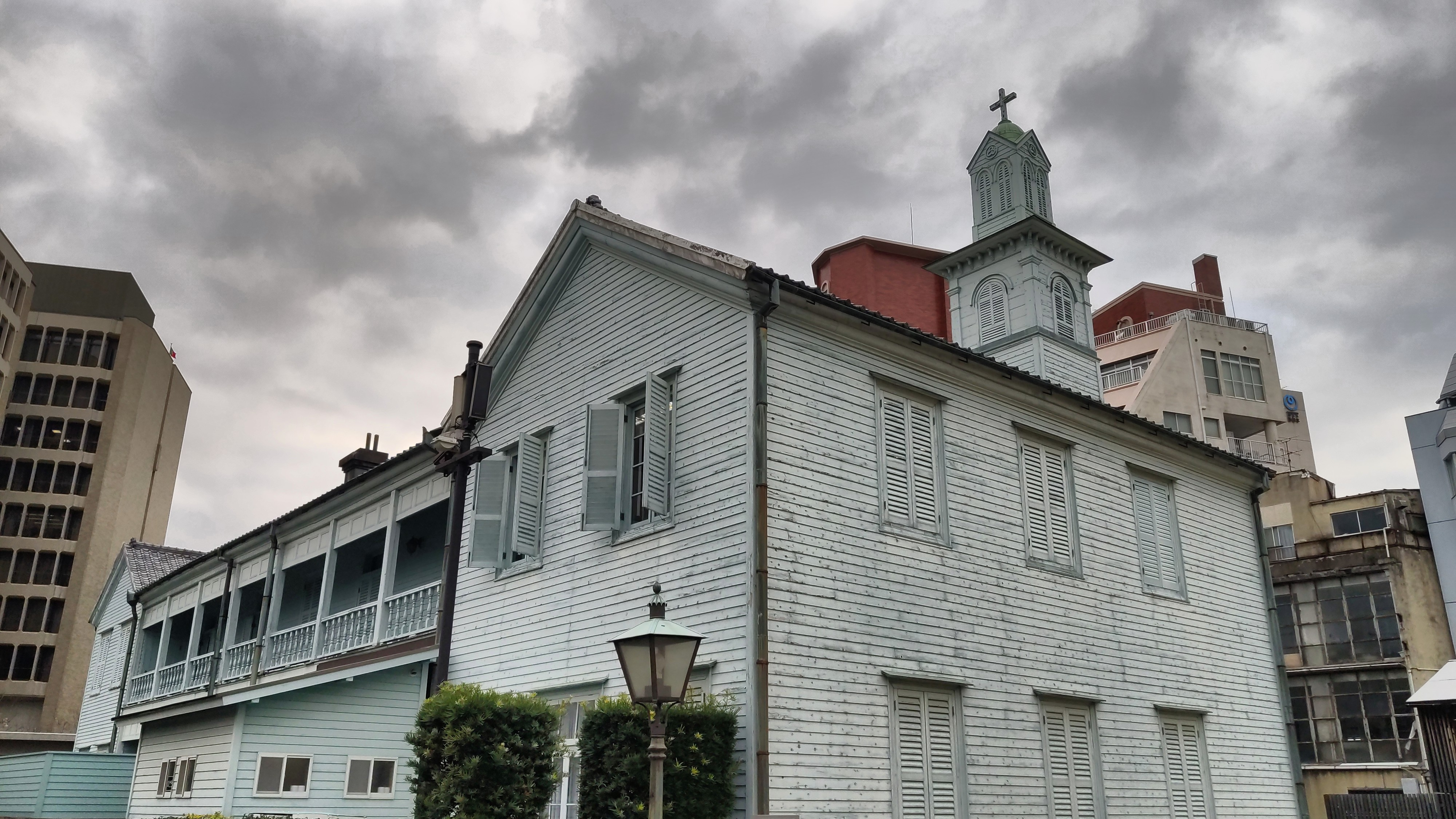
旧出島神学校[注釈 24]
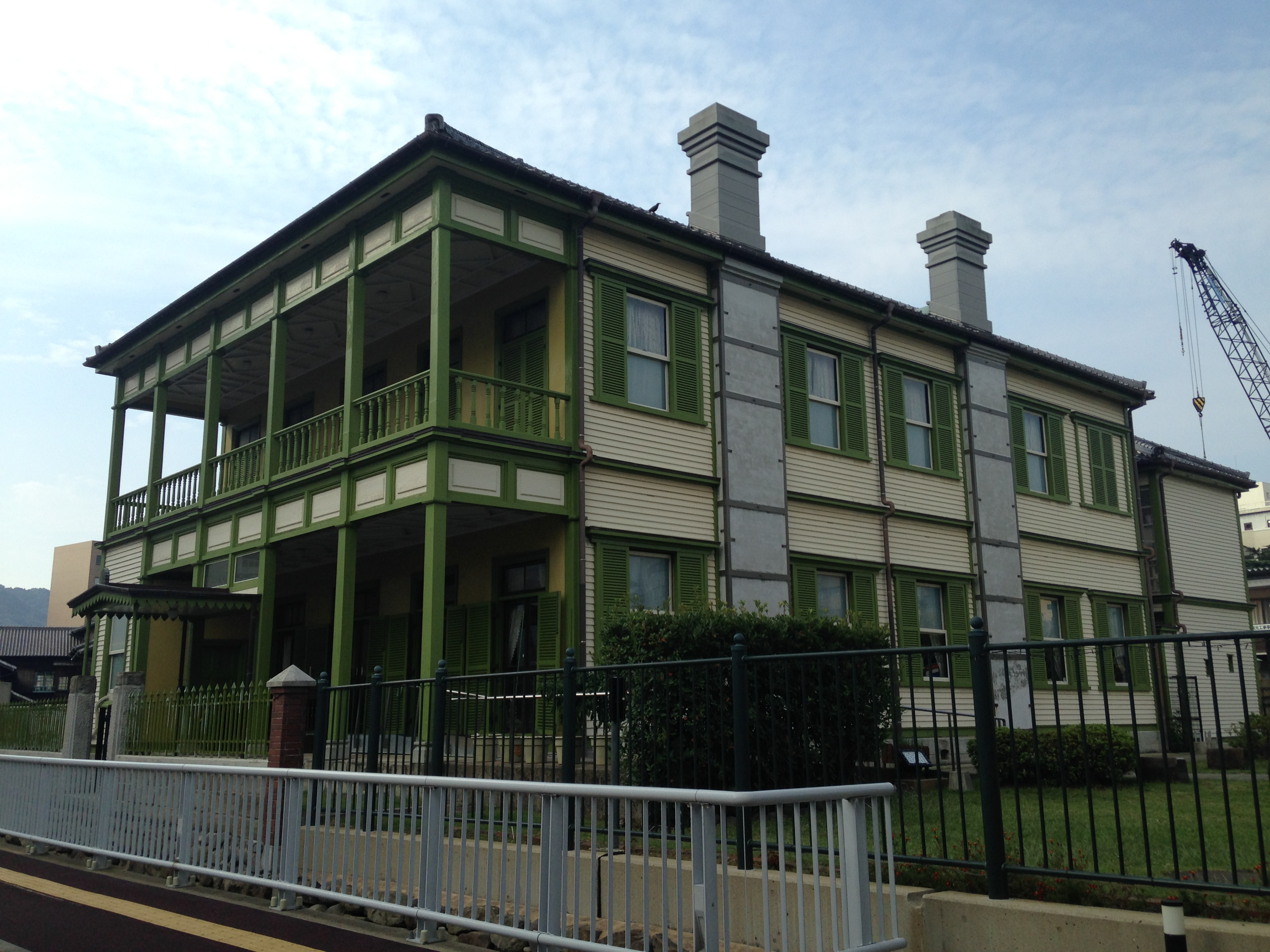
旧長崎内外俱楽部 [注釈 25]

長崎市のホームページ（出島復元整備事業）によれば、中央・東部分の計15棟を復元したのち周囲に堀を巡らし、扇形の輪郭を復元する予定である。市出島史跡整備審議会は2050年を目標に、かつての水に囲まれた扇形の島を完全復元するよう長崎市長に提言している。

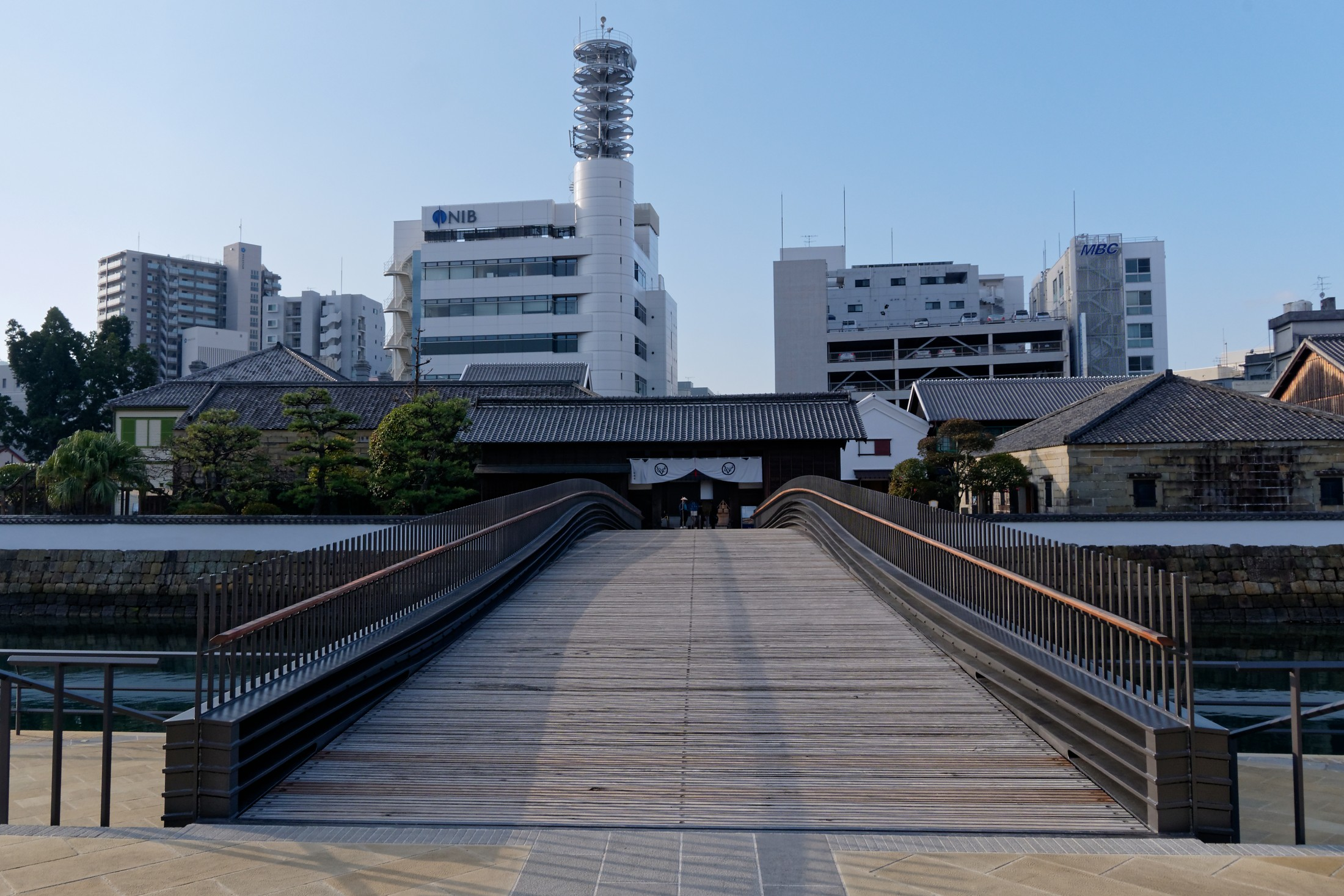
出島表門橋

2010年2月18日、スウェーデンにおいて出島が「生物系統学の揺籃地」をテーマとする世界遺産暫定リストに掲載された、と西日本新聞が報じた。同国の植物学者ツンベルクの事跡に関連する遺産としての掲載だとされる。
2017年、出島と対岸を結ぶ「出島表門橋」が130年ぶりに同じ位置に架けられた。橋は2017年2月27日に架設され、同年11月24日にオランダ王室のローレンティン妃や秋篠宮夫妻ら出席のもと完成記念の式典が執り行われ、翌日より供用を開始した。

## 扇形の理由
出島が扇形をしている理由として以下の諸説がある。
- 島の形について、時の将軍徳川家光に伺いを立てたところ、自らの扇を示し見本にするように言ったという説。これはシーボルトの著書である『NIPPON』に書かれている話である[2]。
- 中島川の河口に土砂が堆積し弧の形をした砂州がもともとあって、それを土台に埋め立てた説[2]。
- 受ける波浪の影響を抑えるため海側の岸壁を弧状にした説[2]。

## 交通アクセス
- 長崎電気軌道１号系統（路面電車）出島停留場から徒歩すぐ。

## 写真

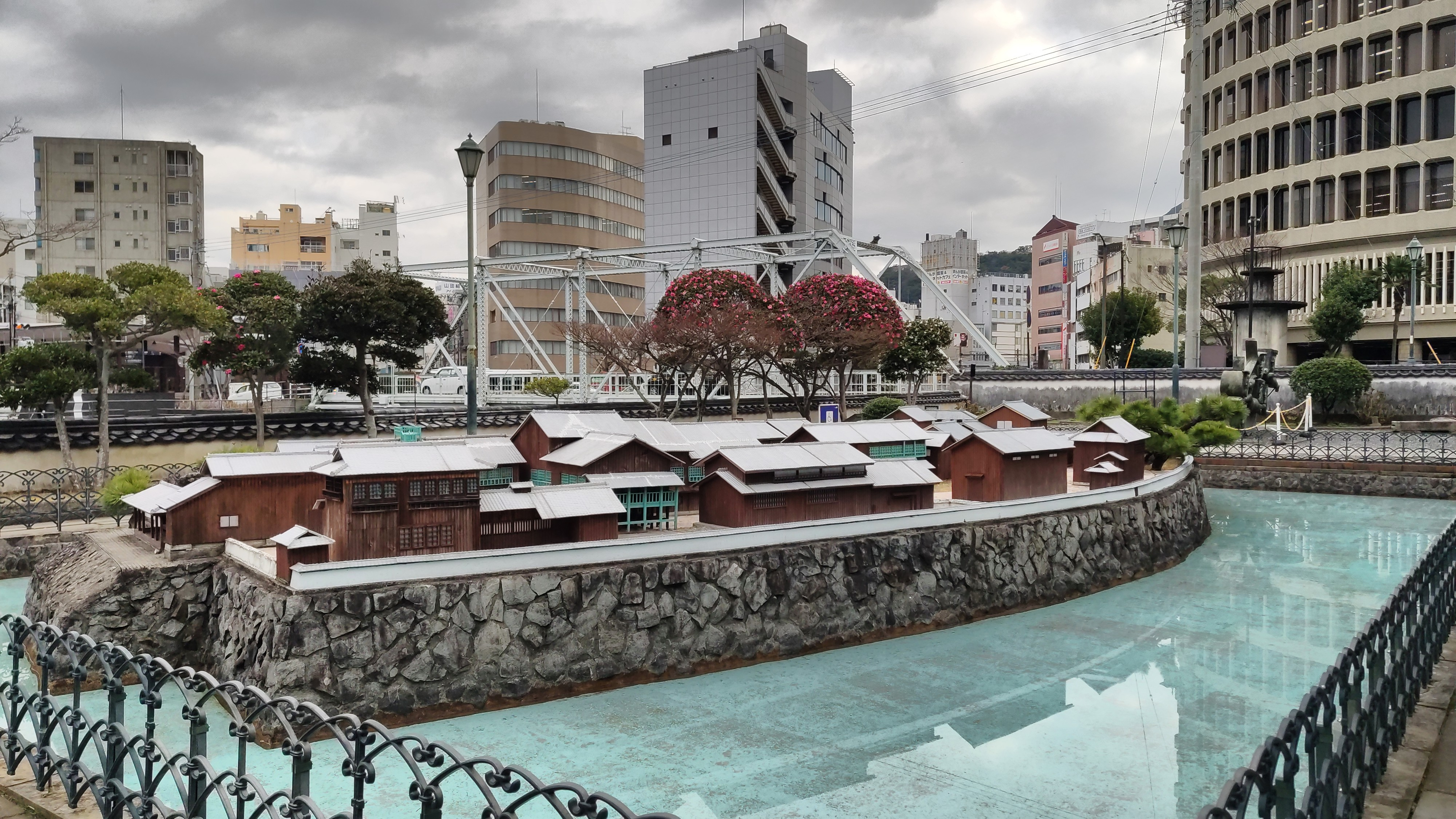
ミニ出島
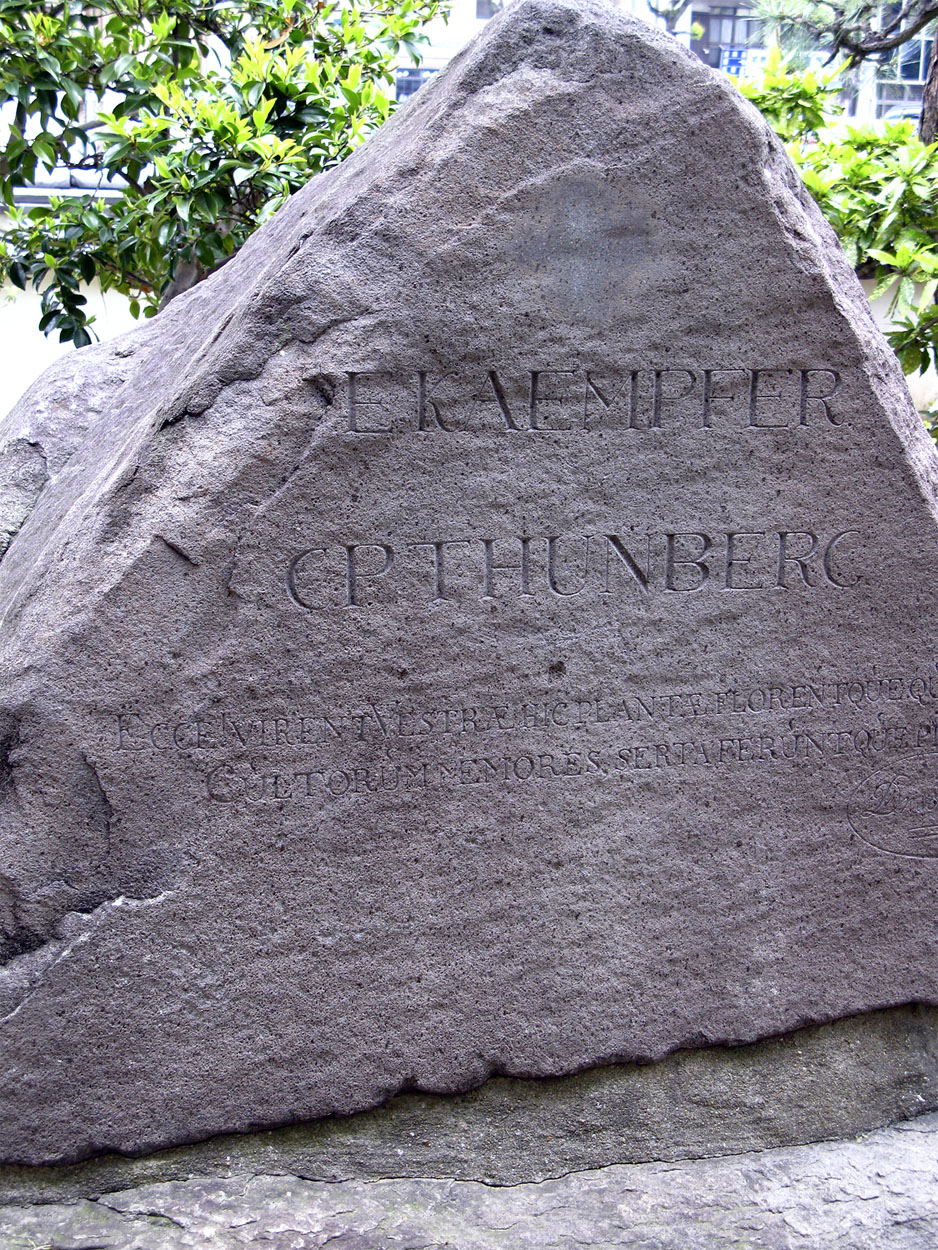
ケンペル・ツュンベリー記念碑 - 長崎県指定史跡
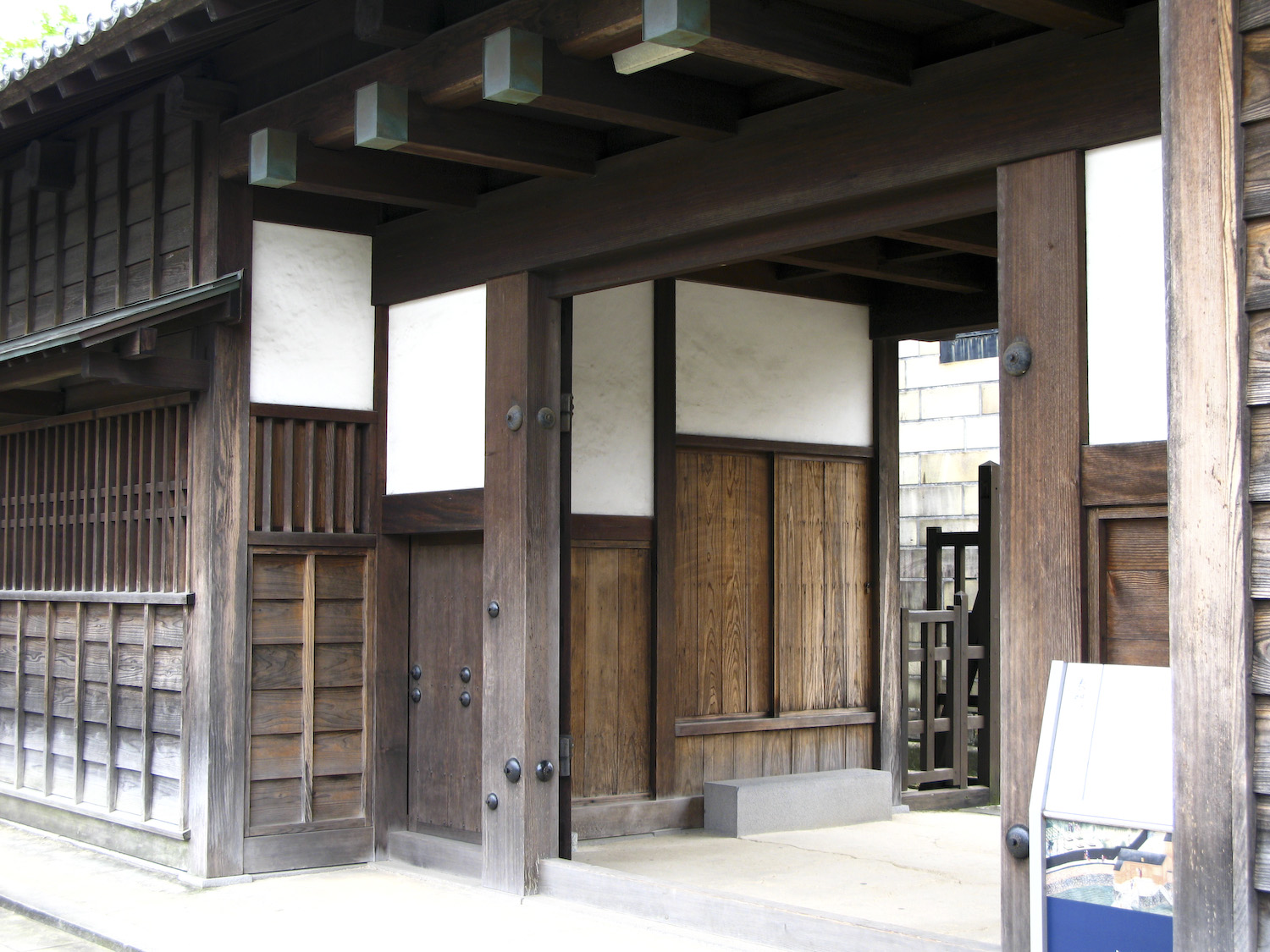
出島表門
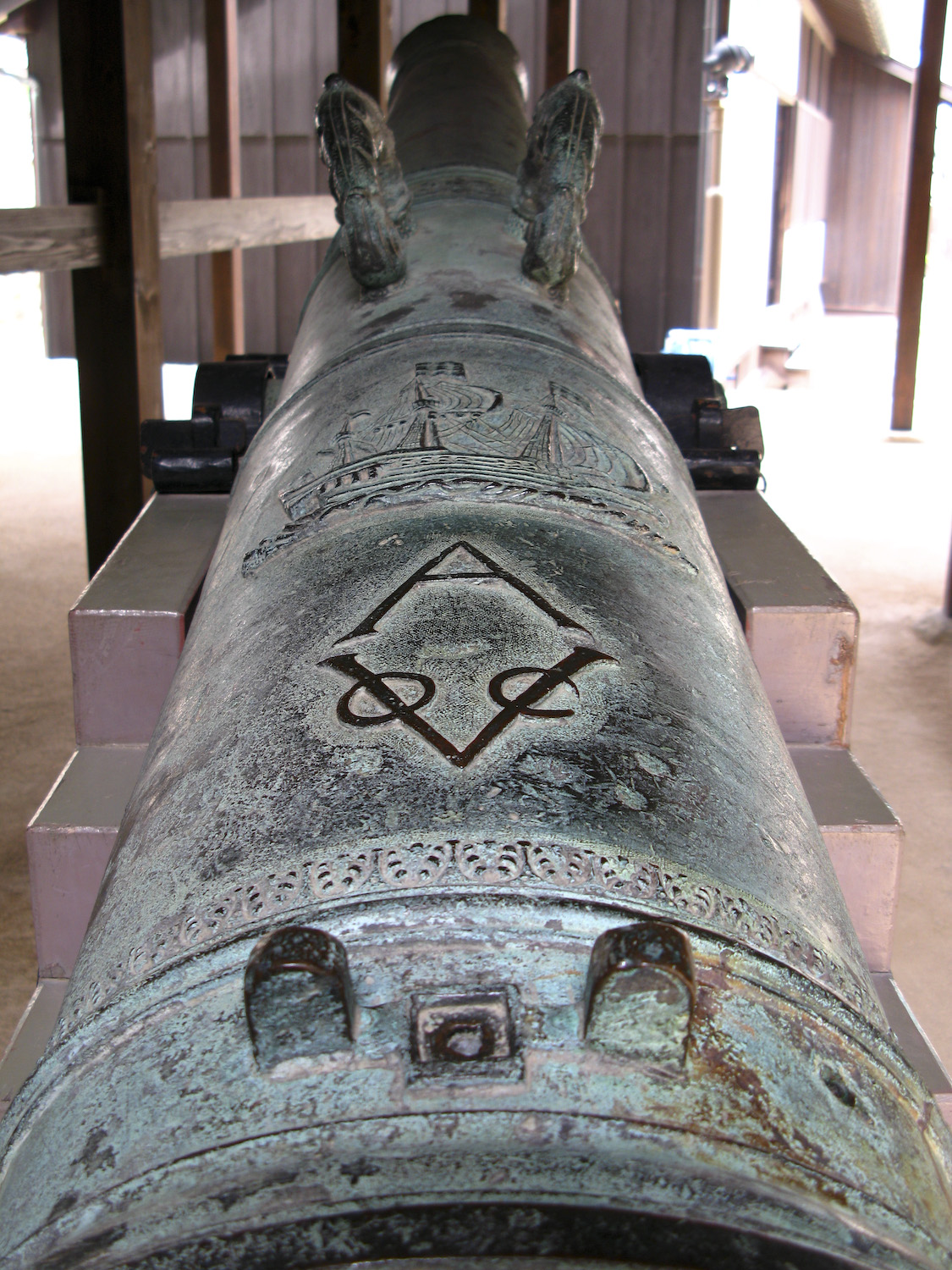
青銅製12ポンド砲[注釈 27]